# Manchester City Football Club
Ne pas confondre avec Manchester United Football Club, un autre club de football basé à Manchester et rival de celui-ci.
Maillots
Actualités
Le Manchester City Football Club est un club de football anglais basé à Manchester et fondé en 1880 sous le nom de St. Mark's (West Gorton). Le club devint le Ardwick Association Football Club en 1887 avant de prendre son nom actuel en 1894. Surnommée City, The Citizens, ou encore, The Sky Blues (Les Bleu Ciel), l'équipe professionnelle évolue depuis 2003 à l'Etihad Stadium. Le derby mancunien l'oppose à l'autre grand club de la ville, Manchester United. Depuis le 1er juillet 2016, le club est entraîné par Pep Guardiola.
Le club connaît sa première période faste de la fin des années 1960 jusqu'au début des années 1970. City remporte alors le Championnat d'Angleterre, la Coupe d'Angleterre, la Coupe de la Ligue et la Coupe des coupes, avec Joe Mercer et Malcolm Allison à la tête de l'équipe et des joueurs comme Colin Bell, Mike Summerbee ou Francis Lee.
Le déclin du club l'a conduit à deux relégations en trois ans au cours des années 1990, voyant ainsi City passer la saison 1998-1999 au troisième échelon du football anglais pour la seule et unique fois de son histoire. Le club a depuis regagné sa place au sein de l'élite, division qui fut la sienne durant la majeure partie de son histoire. Depuis 2008 et l'arrivée du président actuel Khaldoon Al Mubarak, le club dispose de moyens financiers considérables lui permettant un recrutement ambitieux.
Après trente-cinq ans sans trophée, Manchester City remporte la FA Cup en 2011. La saison suivante, le club remporte la Premier League, le premier titre en championnat depuis quarante-quatre ans. En 2014, Manchester City gagne la League Cup et un titre de champion d'Angleterre. En 2018, le club remporte son cinquième titre de champion et bat plusieurs records, dont le plus grand nombre de points sur une saison de Premier League (100) et le plus grand nombre de victoires (32). En 2019, le club réalise un quadruplé historique (Championnat, Coupe d'Angleterre, Coupe de la Ligue et Community Shield) avant de remporter en 2023 sa première Ligue des champions, réalisant de plus un triplé (Championnat, Coupe d'Angleterre et Ligue des champions).
En 2024, le club marque l'histoire du football anglais, en devenant le premier club du championnat d'Angleterre à remporter le championnat quatre fois de suite. En conservant son titre, Manchester City entre encore un peu plus dans l'histoire de la Premier League. Grâce à ce 10e titre de champion, les Citizens prennent seuls la quatrième place du palmarès des clubs champions d'Angleterre derrière Manchester United (20), Liverpool (20) et Arsenal (13).

## Histoire

### Genèse (1880-1894)

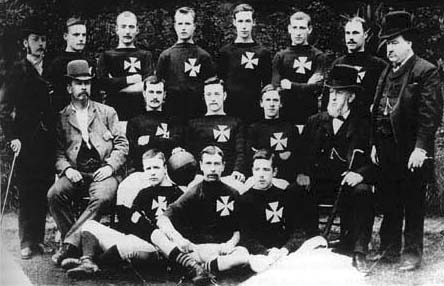
St. Marks (West Gorton) en 1884 - les origines de la présence d'une Croix de Malte sont encore inconnues à ce jour.

Il est largement convenu que le Manchester City Football Club a été fondé sous le nom de St. Mark's (West Gorton) en 1880 à Gorton, un district de l'est de Manchester, par Anna Connell et deux bedeaux de l'église Saint-Marc (St. Mark's Church). La volonté première des fondateurs étant de contenir la délinquance locale en fournissant une activité aux jeunes hommes, une équipe de cricket est originellement créée en 1875. Cependant, les matchs ne pouvant se disputer l'hiver venu, il est décidé de trouver une activité complémentaire, praticable en toute saison. C'est ainsi que naît l'équipe de football de St. Mark's (West Gorton), sous l'impulsion des responsables de l'église William Beastow et Thomas Goodbehere. En 1887 le club migre vers un nouveau terrain à Hyde Road, dans le quartier de Ardwick, juste à l'est du centre-ville, et est alors renommé Ardwick A.F.C.. En 1892, le club rejoint la Football League comme membre fondateur de la Second Division. La saison 1893-1894 est marquée par des troubles financiers qui ont mené à une réorganisation interne du club. Le Ardwick A.F.C. est alors réformé en tant que Manchester City F.C..

### Débuts professionnels (1894)

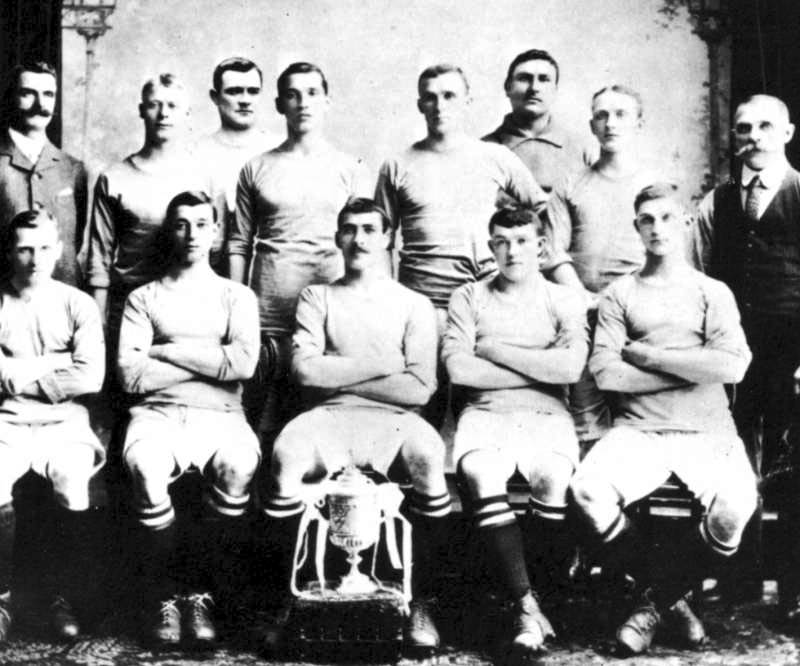
L'équipe de Manchester City victorieuse de la FA Cup en 1904.

City gagne son premier titre en remportant la Second Division en 1899, titre qui lui vaut sa première accession au plus haut niveau du football anglais, la First Division. Le premier titre majeur du club est remporté le 23 avril 1904, en battant les Bolton Wanderers 1-0 à Crystal Palace en finale de la FA Cup. City manque de peu cette saison-là le doublé coupe-championnat, en finissant parmi les premiers poursuivants au titre de Champion d'Angleterre. Durant les saisons qui ont suivi le triomphe en FA Cup, le club est accusé à plusieurs reprises d'irrégularités financières. Ces accusations culminent en 1906 avec la suspension de dix-sept joueurs, y compris le capitaine Billy Meredith, qui est parti en conséquence rejoindre les rivaux de Manchester United. En 1920, la tribune principale de Hyde Road est détruite dans un incendie, et en 1923 le club déménage vers son nouveau stade de Maine Road à Moss Side.
Dans les années 1930, Manchester City atteint deux années de suite la finale de la FA Cup, perdant contre Everton en 1933 et gagnant contre Portsmouth en 1934. En 1934, lors d'un match de coupe face à Stoke City, Manchester City a battu le record d'affluence pour un club de l'histoire du football anglais avec un total de 84 569 supporters présents à Maine Road, record qui est encore d'actualité à ce jour. Le club est champion de First Division pour la première fois en 1937, mais est relégué la saison suivante, bien qu'il ait marqué plus de buts que tous les autres clubs de la division. Vingt ans plus tard, une équipe de City inspirée par un système tactique connu sous le nom de Revie Plan (du nom du joueur Don Revie, qui tenait le rôle le plus important dans ce système) atteint une nouvelle fois la finale de la FA Cup deux années de suite, en 1955 et 1956. Et comme dans les années 1930, City perd la première, contre Newcastle United, avant de remporter la seconde. Cette finale de 1956, dans laquelle Manchester City a battu Birmingham City 3 à 1 est l'une des plus fameuses de tous les temps, le gardien de City, Bert Trautmann, continuant de jouer après s'être, sans le savoir, cassé la nuque.

### L'âge d'or des années 1970 (1965-1970)
À la suite d'une nouvelle relégation en Second Division en 1963, le futur s'annonce morne, illustré notamment par le record de la plus faible affluence à domicile avec seulement 8 015 spectateurs contre Swindon Town en janvier 1965. Durant l'été 1965, un duo d'entraîneurs formé de Joe Mercer et Malcolm Allison est engagé. Pour la première saison sous leurs ordres, Manchester City remporte le titre de Second Division et enregistre des recrues de poids avec Mike Summerbee et Colin Bell. En 1967-1968, seulement deux ans après le retour en First Division, le club est sacré Champion d'Angleterre pour la seconde fois de son histoire, à la faveur d'une victoire 4 à 3 décrochée sur le terrain de Newcastle lors de l'ultime journée de la saison. City gagne ensuite plusieurs trophées, tel que la FA Cup 1969, avant d'acquérir son premier succès européen en remportant la Coupe des coupes en 1970, face au Górnik Zabrze, 2-1 à Vienne. City remporte également la Coupe de la Ligue cette saison-là, devenant la seconde équipe anglaise à remporter un trophée européen et un trophée national la même saison.
Le club continue de courir après les honneurs durant les années 1970, finissant à un point du champion à deux occasions et atteignant la finale de la Coupe de la Ligue en 1974. L'un des matchs les plus mémorables de cette période pour les fans de City, est le dernier match de la saison 1973-1974 contre le rival de toujours, Manchester United, qui se devait de gagner pour rester dans l'élite. Le Skyblue et ancien joueur de United Denis Law marque d'une talonnade le but de la victoire 1 à 0 à Old Trafford et confirme ainsi la relégation de United,. Cette période remplie de succès est ponctuée par la victoire en Coupe de la Ligue en 1976, en battant Newcastle United en finale 2-1.

### Déclin et stagnation (1970-2008)
Une longue période de déclin suit le succès des années 1960 et 1970. Malcolm Allison fait son retour au club en 1979, six ans après l'avoir quitté, mais dépense de larges sommes d'argent sur des transferts ratés, comme celui de Steve Daley en provenance de Wolverhampton pour une somme record de 1 437 500 £. S'ensuit une succession d'entraîneurs, sept dans les seules années 1980. En 1981, City parvient malgré tout à atteindre la finale de la FA Cup sous les ordres de John Bond, mais s'incline 3 à 2 à Wembley contre Tottenham Hotspur. Le club est relégué deux fois, passant à chaque fois deux saisons à l'étage inférieur (1983-1985 et 1987-1989), puis termine cinquième sous le commandement de Peter Reid, au début des années 1990. 
Un répit momentané puisque les finances du club, durant les quinze années qui suivent, n'en finissent plus de se faner. City est membre fondateur lors de la création de la Premier League en 1992, mais, après avoir fini neuvième pour sa première saison, le club connaît trois saisons de lutte pour le maintien avant d'être finalement relégué en 1996. Cette mauvaise période atteint son paroxysme lorsqu'à la fin de la saison 1997-1998, après deux années en Second Division, City tombe au point le plus bas de son histoire et devient le deuxième club vainqueur d'un trophée européen à être relégué en troisième division de son pays, après le club allemand 1. FC Magdebourg.
Après la relégation, le club subit un bouleversement hors-terrain, le nouveau président David Bernstein introduisant une grande discipline fiscale. Avec Joe Royle aux commandes, City obtient sa promotion dès la première année de manière dramatique durant les play-off contre Gillingham. Une seconde promotion l'année suivante ramène City au plus haut niveau, mais la relégation attendait le club en fin de saison. Kevin Keegan est nommé comme nouvel entraîneur et le club fait de nouveau immédiatement l’ascenseur vers l'élite, remportant son championnat et battant le record du nombre de points acquis (99) et de buts marqués (108) sur une saison par le club. La saison 2002-2003 est la dernière à Maine Road, avec notamment une victoire 3-1 dans le derby contre Manchester United, mettant un terme à treize années sans succès. City se qualifie également en Coupe de l'UEFA grâce au prix du fair play UEFA, faisant son retour en compétition européenne après 25 ans d’absence.
Au début de la saison 2003-2004, le club déménage au nouveau City of Manchester Stadium. En mars 2005, Kevin Keegan quitte le club, et Stuart Pearce prend l’intérim : huit matchs pendant lesquels City demeure invaincu, manquant de peu une qualification européenne. Pearce est récompensé par une titularisation définitive en tant qu’entraîneur. La saison 2005-2006 commence brillamment pour City, l’équipe figurant dans les six premiers jusqu’en novembre, mais chute en seconde partie de saison pour finir à la 15e place. Pendant la saison 2006-2007, City ne parvient guère à marquer des buts, en particulier à domicile. Ainsi, en inscrivant seulement dix buts au City of Manchester Stadium (avec deux penaltys manqués lors des deux derniers matchs), le club établi le record du plus faible nombre de buts inscrits à domicile à ce niveau (battant les 11 buts de Arsenal en 1912-1913). City finit néanmoins à la 14e place, mais les troubles de cette saison aboutirent au licenciement de Stuart Pearce et de son staff.
Son successeur, Sven-Göran Eriksson, arrive en juillet 2007, un an après avoir démissionné de son poste de sélectionneur de l’équipe d’Angleterre, et devient ainsi le premier entraîneur étranger de City. City remporte les trois premiers matchs de la saison, dont un derby contre Manchester United, sans encaisser de buts, mais est arrêté par Arsenal au quatrième match. Toutefois, l’équipe remporte dix matchs à domicile consécutifs, du match d’ouverture contre Derby County le 15 août, à la défaite contre Tottenham, 2-0 en Coupe de la Ligue le 18 décembre, soit quatre mois plus tard. Après cela, et en dépit du doublé dans le derby contre Manchester United, les performances sont bien plus faibles en seconde partie de saison. Quand il devient clair, alors qu’il ne reste que deux matchs à disputer, que le président Thaksin Shinawatra a l’intention d'évincer Eriksson à la fin de la saison, deux des plus grands groupes de supporters expriment leur mécontentement face à la décision du président du club, le prévenant qu’il risquait de s’aliéner les supporteurs. Au sein de cette agitation, City a perdu son dernier match de la saison à Middlesbrough 8-1, mais se qualifie une fois encore en Coupe UEFA grâce au prix du fair play UEFA. Eriksson prend part à la tournée en Thaïlande et à Hong Kong à la mi-mai, mais est officiellement licencié le 2 juin 2008. Deux jours plus tard, l'entraîneur gallois Mark Hughes est nommé pour remplacer Eriksson.

### Passage sous pavillon émirati (depuis 2008)

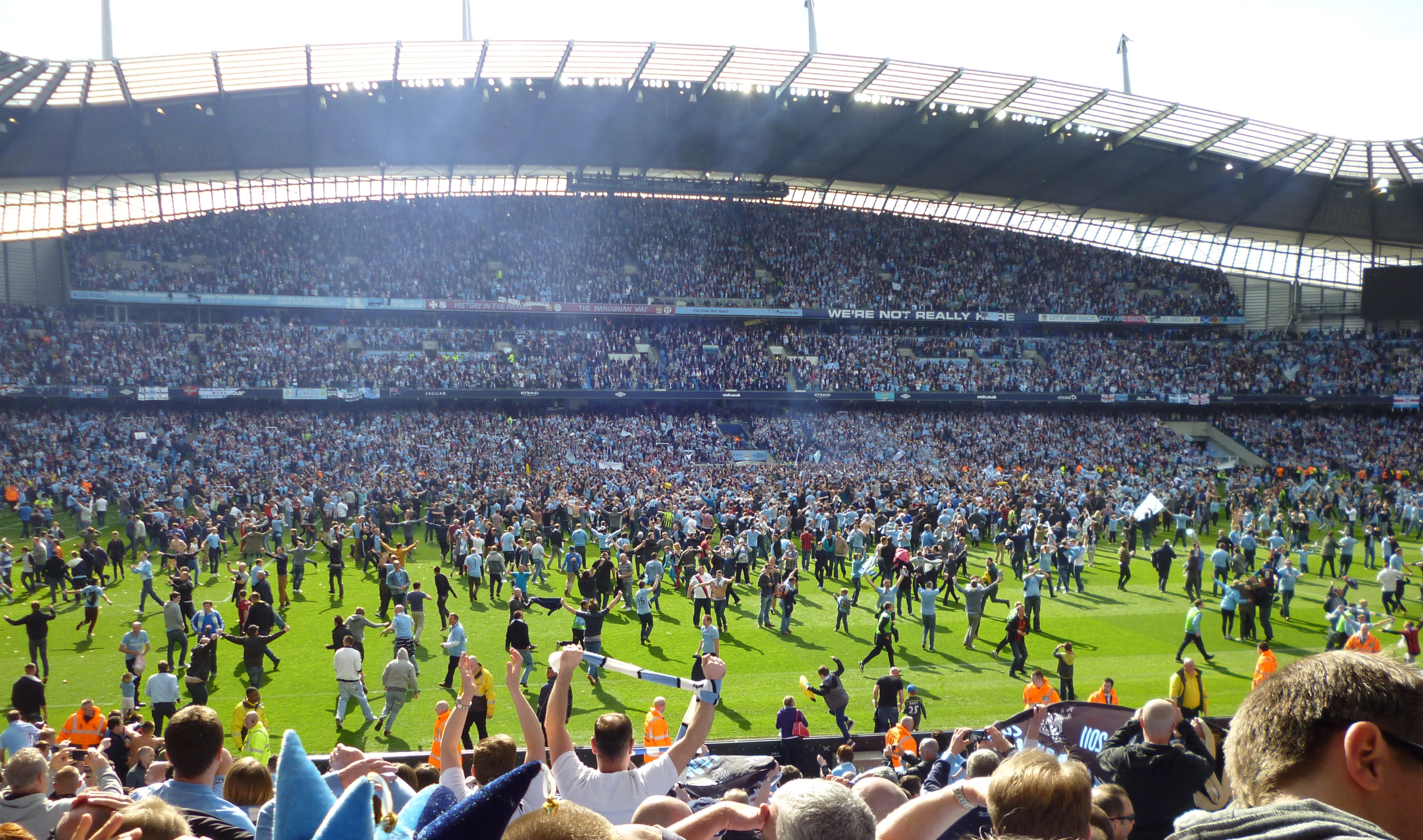
Les supporters de Manchester City envahissant la pelouse du City of Manchester Stadium après le but victorieux de Sergio Agüero en 2012.

Durant l'été 2008, City est racheté par un fonds d'investissement d'Abu Dhabi et Khaldoon Al Mubarak devient le nouveau président du club. Les nouveaux propriétaires frappent très vite un grand coup en recrutant la star brésilienne du Real Madrid, Robinho, pour 32,5 millions de livres. Après avoir dépensé de larges sommes sur plusieurs périodes de transferts, Roberto Mancini, devenu entraîneur de Manchester City en 2009, amène le club à son premier trophée en trente-cinq ans avec la FA Cup 2011.

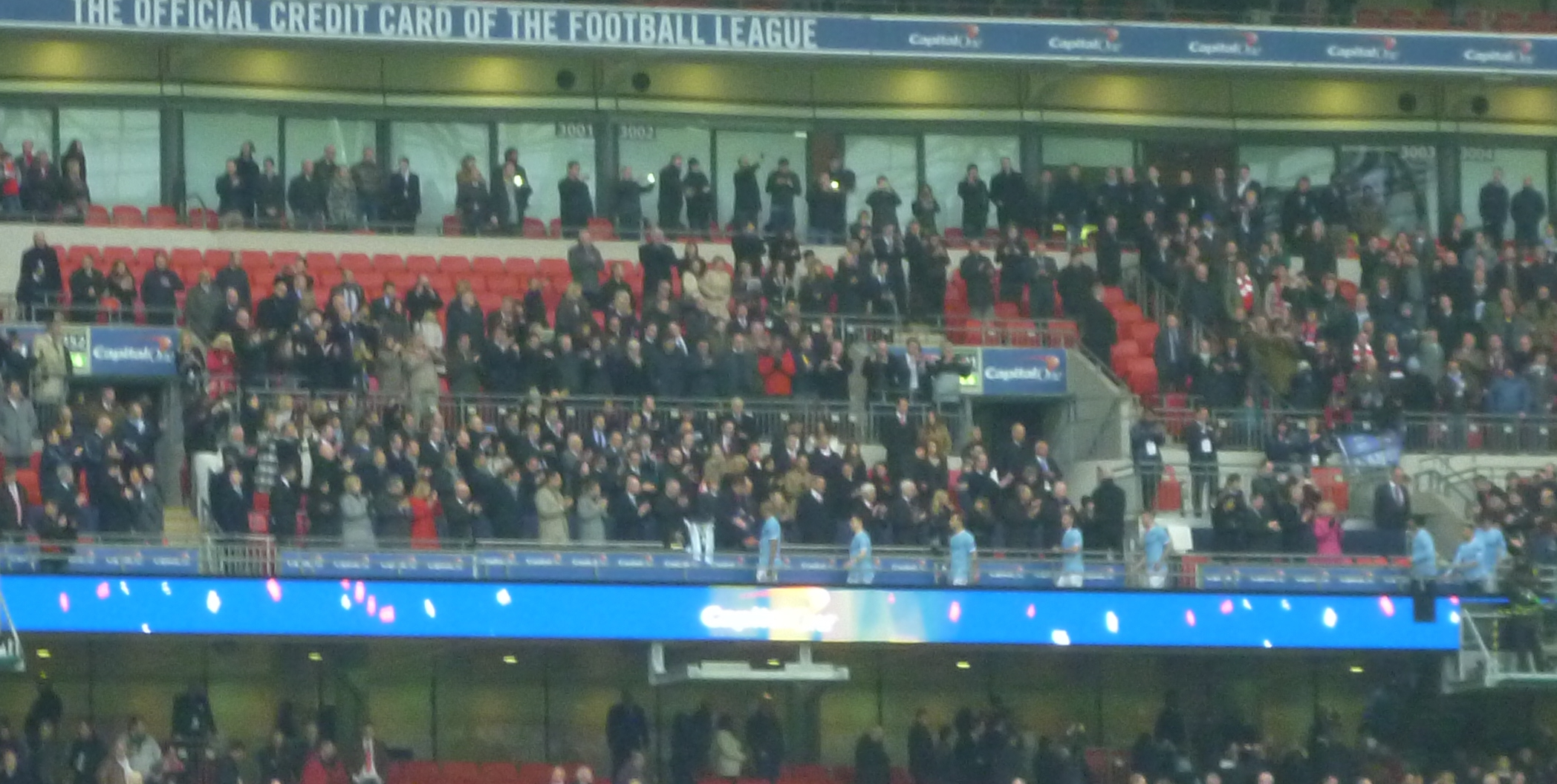
Manchester City vainqueur de la League Cup en 2014.

Une année plus tard, les Skyblues arrachent le titre de champion d'Angleterre dans les dernières secondes de jeu, face à Queens Park Rangers, grâce aux buts d'Edin Džeko et Sergio Agüero, au terme d'une saison exceptionnelle, avec notamment une victoire 6-1 face à Manchester United à Old Trafford. Dès lors le club ne quitte plus les hauts du classement et devient participant régulier de la Ligue des champions sans pour autant réussir à s'y imposer, éliminé en 2011-2012 et 2012-2013 en phase de poule. En 2014, City, cette fois sous les ordres de Manuel Pellegrini, réalise un doublé avec le championnat, après une lutte acharnée avec Liverpool et la League Cup. En Ligue des champions, City parvient à se qualifier en 8e de finale, mais se fait éliminer par le FC Barcelone de Lionel Messi. En 2015, City se fera également éliminer en 8e, toujours par Barcelone. En championnat Manchester City terminera à la deuxième place, juste derrière Chelsea. Lors de la saison 2015-2016, Manchester City gagne la League Cup et réussit à se qualifier en demi-finale de Ligue des champions en éliminant le Paris Saint-Germain mais se fait éliminer par le Real Madrid, de Cristiano Ronaldo et Zinedine Zidane, futur vainqueur de cette édition.
La saison 2016-2017 sera le début d'une révolution, avec l'arrivée de Pep Guardiola qui, malgré une première saison moyenne, fera de cette équipe une des meilleures du monde. City réussira une saison 2017-2018 exceptionnelle en brisant un grand nombre de records du championnat, en l'emportant avec un total de 100 points, 19 de plus que le second et 106 buts marqués, en gagnant également la League Cup, mais se faisant éliminer en quart de la Ligue des champions, face à Liverpool.
En 2018-2019, Manchester City réalise un triplé historique Championnat-League Cup-FA cup. En championnat City et Liverpool luttent pour le titre jusqu’à la dernière journée après laquelle City finira avec un total de 98 points et Liverpool avec 97 points. En Ligue des champions, Manchester City se fait de nouveau éliminer en quart, face à Tottenham, après un match retour épique.
La saison 2019-2020, le club est largement devancé par Liverpool en championnat, et ne remporte donc pas le titre. Il est éliminé en 1/4 de finale de Ligue des champions par la surprise de la compétition : l'Olympique Lyonnais, lors du Final 8. Le club remporte tout de même la League Cup.
Manchester City remporte son septième titre de champion d'Angleterre lors de la saison 2020-2021, alors qu'il lui reste trois matchs à disputer, ainsi que la League Cup. Le club échoue néanmoins contre Chelsea pour sa première finale de Ligue des champions.
Le début de la saison 2021-2022 est marqué par l'arrivée du milieu britannique Jack Grealish, acquis auprès d'Aston Villa pour la somme de 117 millions d'euros, soit le transfert le plus cher de l'histoire de la Premier League à l'époque. Malgré une occasion loupée de remporter le Community Shield face aux Foxes de Leicester City (0-1), les Citizens réalisent une saison brillante en Premier League, en n'encaissant que 3 défaites et en conservant la tête du classement pendant 24 journées. Ils remportent le championnat pour la troisième fois consécutive, au coude-à-coude avec le Liverpool FC (93 points contre 92). En Ligue des champions, après être venu à bout du Sporting Portugal (5-0) puis de l'Atletico de Madrid (1-0), Manchester City échoue, comme en 2016, face à l'invincible Real Madrid, futur vainqueur de l'édition.
La saison 2022-2023 démarre avec le recrutement d'Erling Haaland, arrivé en juillet 2022 du Borussia Dortmund. Après un premier record de neuf buts inscrits en cinq journées, le Norvégien bat le record de buts sur une saison en Premier League avec 36 réalisations. Malgré une nouvelle défaite lors du Community Shield face à Liverpool (1-3), Manchester City réalise la meilleure saison de son histoire avec un triplé historique (The Treble) en remportant successivement : le Championnat, à la suite d'une rude bataille pour le titre avec Arsenal (89 points à 84), la Coupe d'Angleterre, battant le rival Manchester United en finale, ainsi que la Ligue des champions. Le club remporte ainsi cette dernière pour la première fois de son histoire en éliminant le RB Leipzig (8-1) en 1/8e, le Bayern de Munich (4-1) en 1/4, le Real Madrid (5-1) en 1/2 finale, et l'Inter en finale (1-0).
La saison 2023-2024, les Sky Blues remportent à nouveau le Championnat, à la suite d'une nouvelle bataille pour le titre avec Arsenal (91 points à 89). Mais ils échoueront à remporter une autre compétition, battu par Manchester United en finale de FA Cup, et par le Real Madrid en 1/4 de finale de Ligue des champions.
La saison 2024-2025 démarre sous les mêmes hospices que les précédentes. L'Etihad Stadium connaît les premiers frissons d’un titre en début de saison avec le Community Shield, et entame parfaitement le championnat en caracolant en tête du classement avec Liverpool. Mais à partir du mois de novembre, le club va connaître une soudaine perte de rythme et de niveau de jeu. 9 défaites et 2 matchs nuls en 2 mois font passer l’équipe de la première à la septième place du classement. La Ligue des Champions n’échappe pas aux conséquences. Le club enchaîne les défaites contre le Sporting Lisbonne (4-1), la Juventus (2-0), et contre le PSG, menant pourtant 2-0 à un moment de la rencontre (score finale 4-2). Les Sky Blues se voient alors dans l’obligation de disputer un barrage (nouveau format de la compétition) pour accéder aux 1/8e, qu’ils perdent contre le Real Madrid (score finale cumulé 6-3 aller/retour).
Vers la fin de la saison, le club retrouve plus ou moins la confiance et finit 3e du championnat, se qualifiant donc pour la Ligue des Champions la saison suivante.
À l’été, les dirigeants décident de laisser partir Kevin De Bruyne, légende du club. Jack Grealish quitte également le navire, avec un bilan finale mitigée, compte tenu de la somme investie pour lui à l’époque (117 millions d’euros). Ils décident de faire venir le jeune lyonnais Ryan Cherki pour renforcer l’attaque. 

## Palmarès et records

### Palmarès
La liste suivante récapitule les performances de Manchester City dans les diverses compétitions anglaises et européennes. Le palmarès de Manchester City comprend dix victoires en championnat en plus de 100 ans d'existence. Manchester City détient le record de victoires en deuxième division à égalité avec Leicester City, tous deux sacrés à sept occasions. Manchester City est aussi le seul club anglais relégué, en étant champion d'Angleterre en titre.
Le club gagne son premier trophée européen en 1970, en battant le Górnik Zabrze en finale de la Coupe d'Europe des vainqueurs de coupes, avant de remporter en 2023 la Ligue des champions de l'UEFA.
| Compétitions internationales | Compétitions nationales |
| --- | --- |
| - Ligue des champions de l'UEFA (1) : - Vainqueur : 2023 - Finaliste : 2021 - Coupe d'Europe des vainqueurs de coupes (1) : - Vainqueur : 1970 - Supercoupe de l'UEFA (1) : - Vainqueur : 2023 - Coupe du monde des clubs (1) : - Vainqueur : 2023 | - Championnat d'Angleterre (10) : - Champion en 1937, 1968, 2012, 2014, 2018, 2019, 2021, 2022, 2023 et 2024. - Vice-champion en 1904, 1921, 1977, 2013, 2015 et 2020. - Troisième en 1905, 1908, 1930, 2011 et 2017. - Coupe d'Angleterre (7) : - Vainqueur en 1904, 1934, 1956, 1969, 2011, 2019 et 2023. - Finaliste en 1926, 1933, 1955, 1981, 2013, 2024 et 2025. - Coupe de la Ligue (8) : - Vainqueur en 1970, 1976, 2014, 2016, 2018, 2019, 2020 et 2021. - Finaliste en 1974. - Community Shield (7) : - Vainqueur en 1937, 1968, 1972, 2012, 2018, 2019 et 2024. - Finaliste en 1934, 1956, 1969, 1973, 2011, 2014, 2021, 2022 et 2023. - Championnat d'Angleterre D2 (7) : - Champion en 1899, 1903, 1910, 1928, 1947, 1966 et 2002. - Vice-champion en 1896, 1951, 1989 et 2000. |
| Compétitions régionales | - Championnat d'Angleterre (10) : - Champion en 1937, 1968, 2012, 2014, 2018, 2019, 2021, 2022, 2023 et 2024. - Vice-champion en 1904, 1921, 1977, 2013, 2015 et 2020. - Troisième en 1905, 1908, 1930, 2011 et 2017. - Coupe d'Angleterre (7) : - Vainqueur en 1904, 1934, 1956, 1969, 2011, 2019 et 2023. - Finaliste en 1926, 1933, 1955, 1981, 2013, 2024 et 2025. - Coupe de la Ligue (8) : - Vainqueur en 1970, 1976, 2014, 2016, 2018, 2019, 2020 et 2021. - Finaliste en 1974. - Community Shield (7) : - Vainqueur en 1937, 1968, 1972, 2012, 2018, 2019 et 2024. - Finaliste en 1934, 1956, 1969, 1973, 2011, 2014, 2021, 2022 et 2023. - Championnat d'Angleterre D2 (7) : - Champion en 1899, 1903, 1910, 1928, 1947, 1966 et 2002. - Vice-champion en 1896, 1951, 1989 et 2000. |
| - Manchester Senior Cup (11) : - Vainqueur en 1891 et 1892. | - Championnat d'Angleterre (10) : - Champion en 1937, 1968, 2012, 2014, 2018, 2019, 2021, 2022, 2023 et 2024. - Vice-champion en 1904, 1921, 1977, 2013, 2015 et 2020. - Troisième en 1905, 1908, 1930, 2011 et 2017. - Coupe d'Angleterre (7) : - Vainqueur en 1904, 1934, 1956, 1969, 2011, 2019 et 2023. - Finaliste en 1926, 1933, 1955, 1981, 2013, 2024 et 2025. - Coupe de la Ligue (8) : - Vainqueur en 1970, 1976, 2014, 2016, 2018, 2019, 2020 et 2021. - Finaliste en 1974. - Community Shield (7) : - Vainqueur en 1937, 1968, 1972, 2012, 2018, 2019 et 2024. - Finaliste en 1934, 1956, 1969, 1973, 2011, 2014, 2021, 2022 et 2023. - Championnat d'Angleterre D2 (7) : - Champion en 1899, 1903, 1910, 1928, 1947, 1966 et 2002. - Vice-champion en 1896, 1951, 1989 et 2000. |

| Meilleurs joueurs | Meilleurs buteurs |
| --- | --- |
| Ballon d'or (1) : Rodri (2024) Joueur de l'année FWA du championnat d'Angleterre (7) : Don Revie (1955), Bert Trautmann (1956), Tony Book (1969), Raheem Sterling (2019), Rúben Dias (2021), Erling Haaland (2023), Phil Foden (2024) Joueur de l'année PFA du championnat d'Angleterre (4) : Kevin De Bruyne (2020, 2021) Erling Haaland (2023) Phil Foden (2024) Joueur de l'année de l'UEFA Erling Haaland (2023) UEFA Meilleur milieu de terrain (1) Kevin De Bruyne (2020) UEFA Meilleur défenseur (1) Rúben Dias (2021) UEFA Meilleur coach (1) Pep Guardiola (2023) Meilleur gardien du championnat d'Angleterre (7) : Joe Hart (2011, 2012, 2013 et 2015), Ederson (2020, 2021, 2022) | Meilleur buteur du championnat d'Angleterre (6) : Frank Roberts (1925), Francis Lee (1972), Carlos Tévez (2011), Sergio Agüero (2015), Erling Haaland (2023, 2024) Meilleurs buteurs de la Ligue des champions de l'UEFA (1) : Erling Haaland (2023) |
| Ballon d'or (1) : Rodri (2024) Joueur de l'année FWA du championnat d'Angleterre (7) : Don Revie (1955), Bert Trautmann (1956), Tony Book (1969), Raheem Sterling (2019), Rúben Dias (2021), Erling Haaland (2023), Phil Foden (2024) Joueur de l'année PFA du championnat d'Angleterre (4) : Kevin De Bruyne (2020, 2021) Erling Haaland (2023) Phil Foden (2024) Joueur de l'année de l'UEFA Erling Haaland (2023) UEFA Meilleur milieu de terrain (1) Kevin De Bruyne (2020) UEFA Meilleur défenseur (1) Rúben Dias (2021) UEFA Meilleur coach (1) Pep Guardiola (2023) Meilleur gardien du championnat d'Angleterre (7) : Joe Hart (2011, 2012, 2013 et 2015), Ederson (2020, 2021, 2022) | Meilleurs passeurs |
| Ballon d'or (1) : Rodri (2024) Joueur de l'année FWA du championnat d'Angleterre (7) : Don Revie (1955), Bert Trautmann (1956), Tony Book (1969), Raheem Sterling (2019), Rúben Dias (2021), Erling Haaland (2023), Phil Foden (2024) Joueur de l'année PFA du championnat d'Angleterre (4) : Kevin De Bruyne (2020, 2021) Erling Haaland (2023) Phil Foden (2024) Joueur de l'année de l'UEFA Erling Haaland (2023) UEFA Meilleur milieu de terrain (1) Kevin De Bruyne (2020) UEFA Meilleur défenseur (1) Rúben Dias (2021) UEFA Meilleur coach (1) Pep Guardiola (2023) Meilleur gardien du championnat d'Angleterre (7) : Joe Hart (2011, 2012, 2013 et 2015), Ederson (2020, 2021, 2022) | Meilleur passeur du championnat d'Angleterre (5) : David Silva (2012), Kevin De Bruyne (2017, 2018, 2020 et 2023) Meilleurs passeurs de la Ligue des champions de l'UEFA (2) : Leroy Sané (2019), Kevin De Bruyne (2023)                             |

### Records et statistiques
Manchester City dispute son premier match sous le nom de St Mark's (West Gorton) le 13 novembre 1880 face à l'équipe d'une église de Macclesfield. Le match se termine sur une défaite de St Mark's 2 à 1.
La victoire la plus large de Manchester City est une victoire 12 à 0, face à Liverpool Stanley, en phase qualificative de la FA Cup le 4 octobre 1890. La victoire 11 à 3 face à Lincoln City en 1895 est le match avec le plus grand écart de score que Manchester City ait gagné en championnat. Le club enregistre sa pire défaite en championnat le 3 septembre 1906 face à Everton, perdant 1 à 9.
La plus grande affluence à domicile est un match de sixième tour de FA Cup contre Stoke City avec 84 569 supporters réunis à Maine Road. Il s'agit également de la plus grande affluence pour un club de football anglais.
Durant la saison 2001-2002, Manchester City bat le record de points gagnés sur une saison avec 99 points en deuxième division anglaise, et le club égalise les records de buts marqués et de victoires à domicile sur une saison, en marquant à 108 occasions et en gagnant 19 matchs à Maine Road. Seize ans plus tard, le club bat le record de points gagnés en Premier League en terminant la saison 2017-2018 avec 100 points. Les hommes de Pep Guardiola font également tomber les records de buts marqués (106), de différence entre premier et deuxième (19 points), de victoires en championnat (32), de matchs gagnés consécutivement (18), de victoires à l'extérieur (16), de plus grande différence de buts (+79), de nombres de passes totales (28 242) et de possession totale sur l'ensemble de la saison (71%).
Il égalise également le record du titre de champion le plus rapide en remportant le championnat 5 matchs avant la fin de la saison. L'entraîneur catalan est lui devenu le recordman du nombre de titres d'entraîneur du mois consécutifs, avec 4 titres remportés.
Acheté pour 118 millions d'euros (100 millions de Livres sterling) en août 2021, Jack Grealish devient le joueur le plus cher de l'histoire du club.

### Coefficient UEFA
Le coefficient UEFA est utilisé lors des tirages au sort des compétitions continentales organisées par l'Union des associations européennes de football. En fonction des performances des clubs sur le plan européen pendant cinq saisons, ce coefficient est calculé grâce à un système de points et un classement est établi. À l'issue de la saison 2014-2015, Manchester City est à la dix-septième place.
Depuis la création de ce classement en 1960, Manchester City a été classé en moyenne une saison sur deux avec vingt-sept apparitions en cinquante-six ans. La meilleure position est dix-septième club européen en 2014-2015 et le club mancunien n'a jamais fait partie du top 10 européen. Manchester City rentre quatre fois dans le top 20 des meilleurs coefficients saisonniers : meilleur coefficient de la saison en 1969-1970, 11e meilleur coefficient de la saison en 2008-2009, 13e meilleur coefficient de la saison en 2013-2014 et 17e meilleur coefficient de la saison en 2011-2012.

## Identité du club

### Couleurs

#### Couleur des blues moons
Alors que Manchester City est devenu quasiment synonyme avec la couleur bleu clair dans le football anglais, le club a attendu presque deux décennies avant d'utiliser cette couleur de manière constante. En effet, lors des premiers matchs de l'équipe, le club jouait dans un ensemble noir et blanc avec comme symbole une croix pattée sur la gauche du torse. La première utilisation du bleu vient en 1887 avec un maillot blanc rayé de bleu foncé, et le bleu clair fait sa première apparition en 1890 sur un maillot à moitié blanc et à moitié bleu clair. Le club utilise ensuite un maillot blanc avec des chaussettes bleu foncé qui continueront à être utilisées jusqu'à dans les années 1950[réf. souhaitée].
En 1894, le club fait faillite et est renommé en tant que Manchester City Football Club, et avec cela vient le premier maillot entièrement bleu ciel et le retour du short blanc. Bien que le club joue en 1895 avec un short et des chaussettes noires, le short blanc combiné avec un maillot bleu clair devient la marque de fabrique du club, et il faut attendre 65 ans pour voir le club utiliser une autre couleur[réf. souhaitée].

#### Maillots à domicile
Depuis que le club a adopté le maillot bleu et le short blanc, ses maillots sont restés dans un design assez uniforme, gardant des maillots aux ornements subtiles et sans rayures vives. City a gardé la combinaison maillot bleu clair, short blanc et chaussettes bleu foncé pour environ 75 ans de son histoire, et cet ensemble différencie Manchester City des autres clubs portant du bleu clair car aucun autre club anglais n'utilise cette combinaison. Comme la plupart des clubs, les années 1990 voient les fabricants tenter des innovations en gravant des motifs sur le maillot ou en réinventant totalement son design afin de briser la monotonie des couleurs utilisées. Un ornement bordeaux fait son apparition sur les chaussettes durant les années 1960, et depuis le milieu des années 1970 jusqu'au milieu des années 1980, le club porte un ensemble totalement bleu clair, une combinaison qui est ensuite réutilisée notamment pour les saisons 2006-2007 et 2011-2012 bien que les fans y voient principalement les couleurs de Coventry City. La signature du partenariat avec Nike conduira à des maillots associant diverses teintes de bleus suivant les templates habituels de la marque, avant l'année 2019 où Puma devient le nouvel équipementier pour ajouter des liserés violets sur la tenue puis des motifs d'inspiration architecturale mancunienne.
| 1884 |

| 1887 |

|  | 1894-1895 |

|  | De 1951 à 1955 |

|  | 1976-1977 |

|  | 1999-2000 |

|  | 2016-2017 |

|  | 2020-2021 |

|  | 2022-2023 |

|  | 2025-2026 |

#### Maillots à l'extérieur
Les couleurs traditionnelles des maillots extérieurs de Manchester City sont le bordeaux, ou, datant des années 1960, le rouge et noir. Cependant, ces dernières années plusieurs couleurs différentes ont été utilisées. Un des maillots extérieurs les plus réputés est le noir rayé de rouge des années 1960, basé sur les couleurs du Milan AC. L'idée d'utiliser ces couleurs est venue de l'entraîneur assistant de l'époque, Malcolm Allison, qui pensait qu'adopter les couleurs du Milan AC pourrait amener le club vers la gloire. Un autre maillot réputé est celui utilisé lors des Play-Off de deuxième division en 1998, de couleur bleu foncé et jaune fluo. Il est considéré comme porte-bonheur, le club ayant réussi à remonter une avance de deux buts dans les arrêts de jeu avant de battre Gillingham aux tirs au but et de s'assurer ainsi la promotion en Premier League tout en portant ce maillot. L'équipementier Nike s'est inspiré de cette tenue iconique pour le maillot 2018-2019, vingt ans après, avec de fines bandes bleues et vertes, après avoir ressorti une tunique fuchsia rappelant celles des années 1950 la saison précédente.
|  | De 1936 à 1937 |

|  | De 1955 à 1956 |

|  | De 1968 à 1970 |

|  | De 1992 à 1994 |

| 1998-1999 |

|  | 2006-2007 |

|  | 2012-2013 |

|  | 2018-2019 |

|  | 2022-2023 |

|  | 2023-2024 |

|  | 2024-2025 |

#### Troisièmes maillots
L'importance grandissante du marketing dans la vie du club a conduit ses équipementiers à lancer chaque saison un troisième maillot tranchant avec les autres tuniques portées, ou au contraire se voulant un hommage à l'histoire du club. Cette tenue comporte le plus souvent du orange, ou bien se trouve principalement noire avec des liserés bleu clair.
|  | 2010-2011 |

|  | 2012-2013 |

|  | 2016-2017 |

|  | 2018-2019 |

|  | 2019-2020 |

|  | 2020-2021 |

|  | 2022-2023 |

|  | 2023-2024 |

|  | 2024-2025 |

|  | 2025-2026 |

#### Quatrièmes maillots
Lors de la saison 2024-2025, le club dispose d'un quatrième maillot, dessiné par Noel Gallagher pour commémorer les 30 ans de la sortie de l'album Definitely Maybe du groupe Oasis, à l'occasion d'une campagne renommée Definitely City. A l'occasion de la Coupe du monde des clubs 2025, le club dévoile un « maillot hommage à la célébration du Poznan ».
|  | 2024-2025 |

|  | CdM clubs 2025 |

### Logos
Manchester City adopte son logo le plus connu à l'étranger en 1997, le logo précédent ne pouvant pas être enregistré en tant que marque. Il s'inspire directement du blason de la ville de Manchester. Il représente un bouclier devant un aigle doré. Sur la partie supérieure du bouclier se trouve un bateau qui symbolise le Manchester Ship Canal, et dans sa partie inférieure, trois diagonales y sont dessinées afin de rappeler les trois rivières traversant la ville. À la base du logo se trouve la devise Superbia In Proelio, qui signifie « Fierté dans le combat ». Les trois étoiles au-dessus du logo ne sont qu'ornementales.
Le club porte précédemment deux autres logos sur leur maillot. Le premier, introduit en 1970, est basé sur un design utilisé sur les documents officiels du club depuis le milieu des années 1960. Il consiste en un badge rond dans lequel se trouve le bouclier du logo actuel à l'intérieur d'un autre cercle dans lequel le nom du club est écrit en arc de cercle. En 1972, une variation de ce logo est introduite dans laquelle la partie inférieure du bouclier est remplacée par la rose du Lancashire. À l'occasion des finales de coupes, le logo du club est remplacé par le blason de Manchester afin de représenter la ville dans des évènements majeurs. Pour la finale de la FA Cup 2010-2011, le club n'utilise pas le blason de la ville mais le fait intégrer à l'intérieur des numéros des joueurs.
Dès la saison 2016-2017, le club arbore un nouvel emblème. Celui-ci s'inspire directement du logo du club utilisé de 1972 à 1976, qui avait également été réutilisé entre 1981 et 1997. Cet ancien logo s'inspirait lui-même du premier logo arboré sur les maillots de 1970 en 1972. Ce blason est constitué d'un badge rond, dans lequel on trouve le bouclier qui vient directement du blason de la ville et qui avait déjà été repris précédemment. Contrairement aux anciens logos ronds, la partie supérieure du bouclier est droite, plus proche du bouclier présent sur le logo utilisé entre 1997 et 2016. À l'intérieur de ce bouclier se trouve le bateau qui symbolise le Manchester Ship Canal. Sur la partie inférieure du bouclier, on trouve trois diagonales qui symbolisent les trois rivières traversant la ville. Sur ces diagonales est placée la rose du Lancashire. Sur le badge en lui-même, autour de ces éléments centraux se trouvent le nom du club, « Manchester » est situé sur la partie supérieure du cercle alors que « City » est apposé sur le bas de celui-ci. La mention « F.C. » n'apparait pas. La date de création du club, 1894, apparait également sur le blason. L'aigle qui était l'élément central du logo de 1997 disparait totalement, de même que la devise latine Superbia in Proelio.
|                                                          |                                                   |                          |                          |                          |                          |                            |
| Le blason utilisé pour les finales de coupes (1926-2011) | Premier logo présent sur les maillots (1970-1972) | Logo du club (1972-1976) | Logo du club (1976-1981) | Logo du club (1981-1997) | Logo du club (1997-2016) | Logo du club (depuis 2016) |

## Personnalités du club

### Propriétaires
Le tableau ci-dessous énumère les actionnaires majoritaires successifs de Manchester City.
| Période     | Actionnaire majoritaire |
| ----------- | ----------------------- |
| 1972 - 1994 | Peter Swales            |
| 1994 - 1998 | Francis Lee             |
| 1998 - 2003 | David Bernstein         |
| 2003 - 2007 | John Wardle             |
| 2007 - 2008 | Thaksin Shinawatra      |
| 2008 -      | City Football Group     |

### Directeurs sportifs
Le tableau ci-dessous énumère les directeurs sportifs successifs de Manchester City
| Période        | Nom               |
| -------------- | ----------------- |
| 2008 - 2012    | Garry Cook        |
| octobre 2012 - | Txiki Begiristain |

### Entraîneurs

Pep Guardiola entraîne Manchester City depuis 2016.

Depuis sa création en 1880 en tant qu'Ardwick Association Football Club, le club a connu plus de 40 entraîneurs. Les McDowall détient le record de longévité en ayant travaillé pour le club de 1950 à 1963, et Joe Mercer est l'entraîneur le plus couronné club, décrochant en tout 4 trophées entre 1965 et 1971. Steve Coppell est l'entraîneur au mandat le plus court, démissionnant 1 mois après son arrivée pour cause de maladie.
Pendant longtemps, le club ne connaît que des entraîneurs britanniques. En 2007, le suédois Sven-Göran Eriksson est engagé et devient le premier entraîneur de Manchester City originaire d'un pays externe au Royaume-Uni. En 2011, Roberto Mancini met fin à trente-cinq ans d'attente en gagnant la FA Cup 2011, le premier trophée du club depuis 1976. Manuel Pellegrini, en poste de 2013 à 2016, est le premier entraîneur non-européen à gagner la Premier League après son succès lors de l'exercice 2013-2014. Depuis 2016, l'équipe est entraînée par l'ancien entraîneur du Bayern Munich, Pep Guardiola.
| Nom               | De   | À        | Joués | Gagnés | Nuls | Perdus | % de gagné | Honneurs et trophées |
| ----------------- | ---- | -------- | ----- | ------ | ---- | ------ | ---------- | --- |
| Tom Maley         | 1902 | 1906     | 150   | 89     | 22   | 39     | 59,33      | Premier entraîneur non-anglais FA Cup 1904 |
| Wilf Wild         | 1932 | 1946     | 352   | 158    | 71   | 123    | 44,89      | FA Cup 1934, Champion de première division 1936–37 |
| Les McDowall      | 1950 | 1963     | 592   | 220    | 127  | 245    | 37,16      | FA Cup 1956 |
| Joe Mercer        | 1965 | 1971     | 340   | 149    | 94   | 97     | 43,82      | Champion de première division 1967-68, FA Cup 1969, Coupe de la Ligue 1970, Coupe d'Europe des vainqueurs de coupe 1969-1970 |
| Tony Book         | 1974 | 1979     | 269   | 114    | 75   | 80     | 42,38      | Coupe de la Ligue 1976 |
| Roberto Mancini   | 2009 | 2013     | 191   | 113    | 38   | 40     | 59,16      | Champion de Premier League 2011–12, FA Cup 2011, Community Shield 2012 |
| Manuel Pellegrini | 2013 | 2016     | 167   | 100    | 28   | 39     | 59,88      | Premier entraîneur non-européen Champion de Premier League 2013–14, Coupe de la Ligue 2014 et 2016 |
| Pep Guardiola     | 2016 | en cours | 410   | 303    | 48   | 59     | 73,73      | Champion de Premier League 2017–18, 2018–19, 2020-21, 2021-22, 2022-23 et 2023-2024 FA Cup 2019 et 2023, Coupe de la Ligue 2018, 2019, 2020 et 2021, Community Shield 2018, 2019 et 2024, Ligue des champions 2023, Supercoupe de l'UEFA de 2023, Coupe du monde des clubs 2023 |

### Joueurs emblématiques

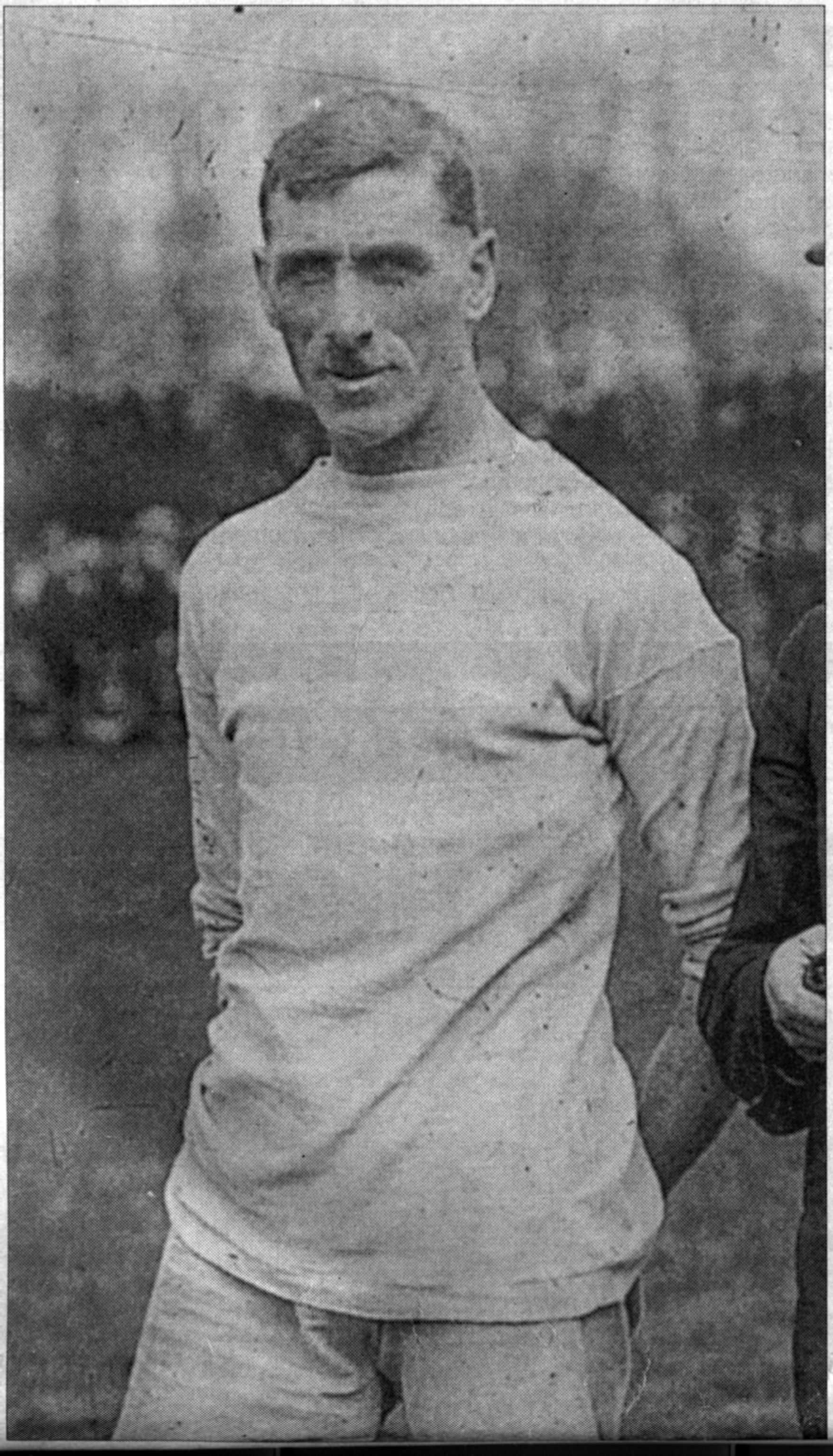
Billy Meredith est apparu à 394 occasions sous le maillot de Manchester City.

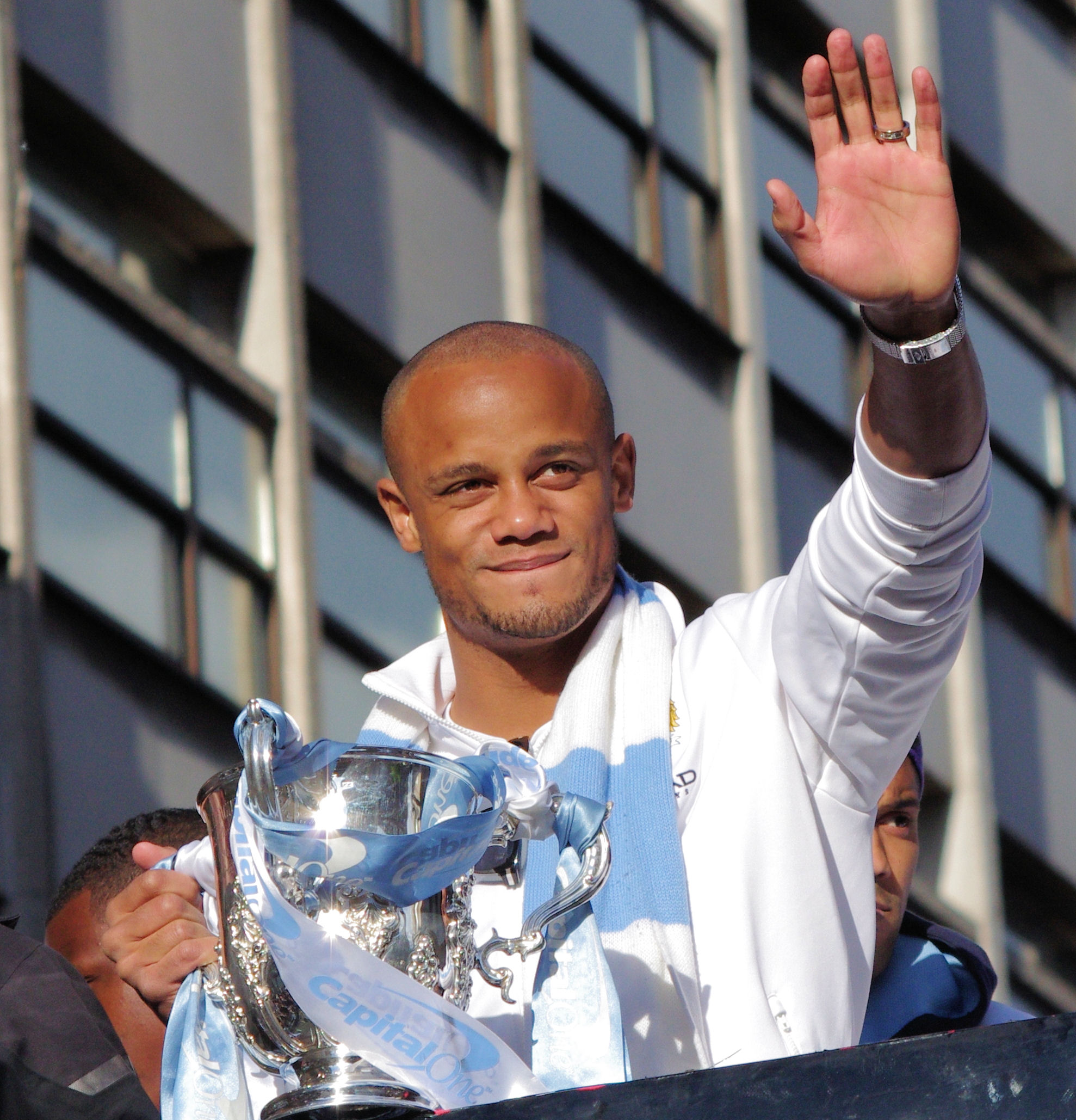
Vincent Kompany fut le capitaine de Manchester City de 2011 à 2019.

Membre clef de l'équipe dans les années 1960 aux côtés de Mike Summerbee et Neil Young, les supporters de Manchester City estiment que Colin Bell est le meilleur joueur de l'histoire du club. Ancien parachutiste pour la Luftwaffe durant la Seconde Guerre mondiale, Bert Trautmann rejoint le club en 1949 et, après 15 années passées au club et 545 matchs disputés, il reste dans les mémoires comme étant le meilleur gardien de but du club. Sam Cowan est le seul capitaine de Manchester City à avoir participé à 3 finales de FA Cup, avant de devenir entraîneur du club à la fin de sa carrière de joueur.
Alan Oakes détient le record d'apparitions sous le maillot de Manchester City avec 676 matchs entre 1959 et 1976. Il détient également le record d'apparitions en championnat avec 561 rencontres disputées pour City.
Le meilleur buteur de Manchester City est Sergio Agüero avec 260 buts marqués pour le club entre 2011 et aujourd'hui. Eric Brook co-détient avec Tommy Johnson le record de buts marqué en First Division, l'ancêtre de la Premier League, avec 158 réalisations chacun. L'argentin Sergio Agüero détient plusieurs records de buts, tels que meilleur buteur du club en Premier League avec 181 réalisations, mais aussi meilleur buteur en compétition européenne pour Manchester City avec 28 buts en Ligue des champions et 4 buts en Ligue Europa. Lors de la saison 1928-1929, Johnson marque 38 buts en First Division, le record de but en une saison pour le club. Le 28 janvier 1961, face à Luton Town, Denis Law marque six buts, le plus grand nombre de buts marqués par un seul joueur lors d'un match.
Entre 1904 et 2006, Manchester City a fourni 36 joueurs à l'équipe d'Angleterre. Depuis sa création, Manchester City a fourni onze joueurs à l'équipe d'Écosse, faisant du club le 37e fournisseur de cette équipe nationale et le 19e fournisseur parmi les clubs anglais.

#### Joueurs les plus capés en compétitions officielles
| Pos° | Nom              | Carrière au club | League | FA Cup | Europe | Autres | Total |
| ---- | ---------------- | ---------------- | ------ | ------ | ------ | ------ | ----- |
| 1    | Alan Oakes       | 1959-1976        | 564    | 41     | 47     | 28     | 680   |
| 2    | Joe Corrigan     | 1967-1983        | 476    | 37     | 52     | 38     | 603   |
| 3    | Mike Doyle (en)  | 1965-1978        | 448    | 44     | 43     | 35     | 570   |
| 4    | Bert Trautmann   | 1949-1964        | 508    | 33     | 4      | 0      | 545   |
| 5    | Colin Bell       | 1966-1979        | 394    | 34     | 40     | 33     | 501   |
| 6    | Eric Brook       | 1928-1939        | 450    | 41     | 0      | 2      | 493   |
| 7    | Tommy Booth (en) | 1967-1981        | 382    | 27     | 46     | 36     | 491   |
| 8    | Mike Summerbee   | 1965-1975        | 357    | 34     | 36     | 25     | 452   |
| 9    | Paul Power (en)  | 1975-1986        | 365    | 28     | 38     | 14     | 445   |
| 10   | David Silva      | 2010-2020        | 309    | 34     | 19     | 74     | 436   |

Mis à jour le 12 mai 2021.

#### Meilleurs buteurs en compétitions officielles
| Pos° | Nom                | Carrière au club | League    | FA Cup  | Europe  | Autres  | Total     |
| ---- | ------------------ | ---------------- | --------- | ------- | ------- | ------- | --------- |
| 1    | Sergio Agüero      | 2011-2021        | 184 (275) | 20 (22) | 11 (23) | 45 (70) | 260 (390) |
| 2    | Eric Brook         | 1928-1939        | 158 (450) | 19 (41) | 0 (0)   | 0 (2)   | 177 (493) |
| 3    | Tommy Johnson      | 1919-1930        | 158 (328) | 8 (26)  | 0 (0)   | 0 (0)   | 166 (354) |
| 4    | Colin Bell         | 1966-1979        | 117 (394) | 9 (34)  | 18 (40) | 9 (33)  | 153 (501) |
| 5    | Joe Hayes          | 1953-1965        | 142 (331) | 9 (24)  | 1 (8)   | 0 (1)   | 152 (364) |
| -    | Billy Meredith     | 1894-1906        | 146 (366) | 5 (24)  | 0 (0)   | 1 (4)   | 152 (394) |
| 7    | Francis Lee        | 1967-1974        | 112 (249) | 7 (24)  | 14 (26) | 15 (31) | 148 (330) |
| 8    | Tommy Browell (en) | 1913-1926        | 122 (222) | 17 (25) | 0 (0)   | 0 (0)   | 139 (247) |
| 9    | Billie Gillespie   | 1897-1905        | 126 (218) | 6 (13)  | 0 (0)   | 0 (0)   | 132 (231) |
| -    | Fred Tilson (en)   | 1928-1938        | 110 (246) | 22 (28) | 0 (0)   | 0 (2)   | 132 (276) |

Mis à jour le 23 mai 2021.

### Numéro retiré
Le club n'attribue plus le numéro 23 depuis 2003. Il s'agit du numéro de l'international camerounais Marc-Vivien Foé. En prêt à Manchester City pour la saison 2002-2003, il meurt le 26 juin 2003 d'une crise cardiaque sur le terrain de Gerland, à Lyon, alors qu'il dispute une demi-finale de Coupe des Confédérations avec sa sélection nationale.

## Effectif professionnel actuel
Le premier tableau liste l'effectif professionnel de Manchester City pour la saison 2025-2026. Le second recense les prêts effectués par le club lors de cette même saison.
En grisé, les sélections de joueurs internationaux chez les jeunes mais n'ayant jamais été appelés aux échelons supérieurs une fois l'âge-limite dépassé ou les joueurs ayant pris leur retraite internationale.

## Structures du club

### Structures sportives

#### Stades

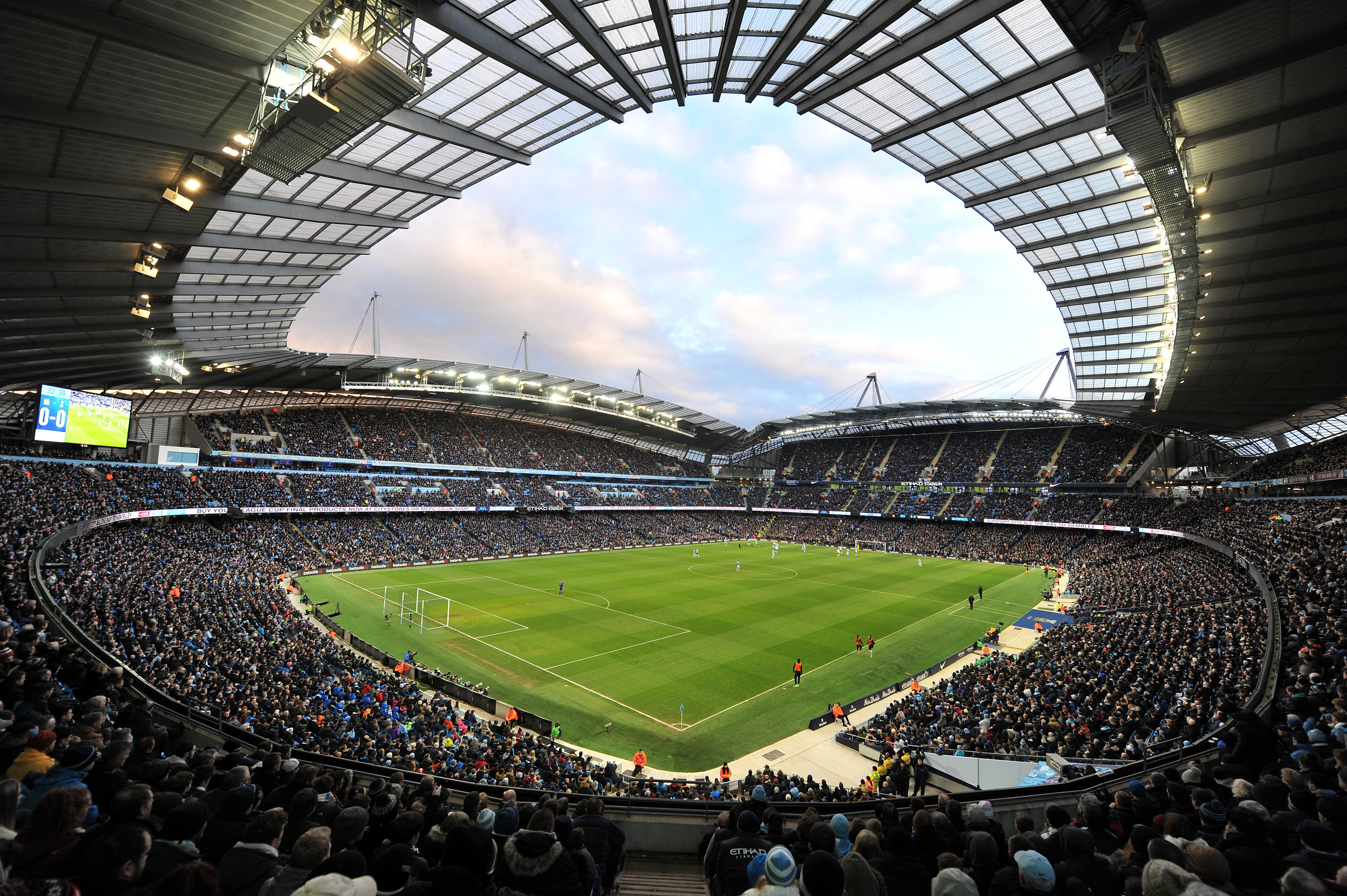
Vue panoramique de l'Etihad Stadium.

Manchester City joue dans cinq stades différents entre 1880 et 1887, avant de s'installer à Hyde Road pour 36 ans. Après un incendie ayant détruit la tribune principale en 1920, le club se cherche un nouveau site et déménage à Maine Road, un stade de 84 000 places, en 1923. Cette enceinte bat le record d'affluence pour un stade anglais le 3 mars 1934 en accueillant 84 569 spectateurs pour le match de coupe d'Angleterre opposant Manchester City à Stoke City. En 1935, des travaux d'agrandissement prennent place sur le stand Platt Lane et portent la capacité maximum du stade à 88 000 places. Après la Deuxième Guerre mondiale, Old Trafford est partiellement détruit et Manchester City accepte de partager Maine Road avec son rival Manchester United. À la suite du rapport Taylor et à une partie du stade devenue trop datée, sa capacité est revue à la baisse et descend à 35 150.
Depuis la fin de la saison 2002-2003, le club évolue à domicile au City of Manchester Stadium, stade de 48 000 places construit à l'occasion des Jeux du Commonwealth 2002. En 2011, le club renomme son stade en Etihad Stadium à la suite de l'achat par le sponsor principal du club Etihad Airways du nom de celui-ci pour 170 millions d'euros sur une dizaine d'années. Durant la saison 2014-2015, le club agrandit le stand sud en rajoutant une tribune d'environ 6 000 places.

#### Centres d'entraînement

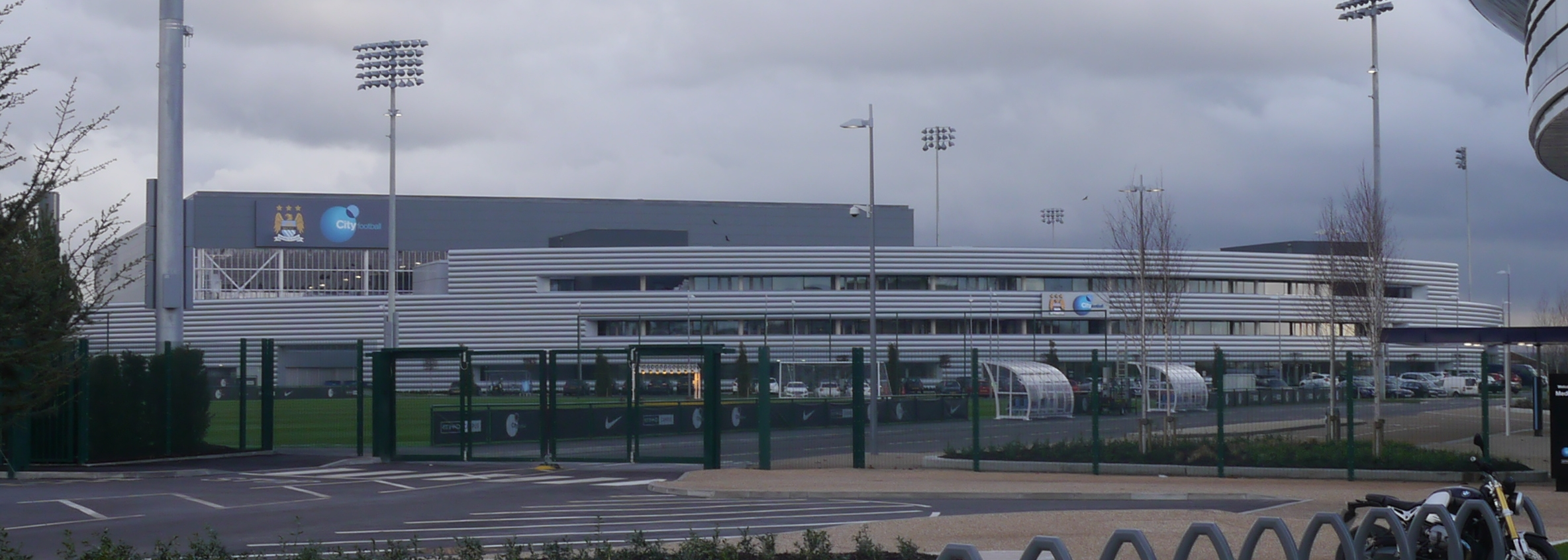
La City Football Academy, situé à quelques pas de l'Etihad Stadium.

De 2001 à 2014, les joueurs de Manchester City s'entraînent au Carrington Training Centre, à Trafford, où le rival Manchester United possède lui aussi un centre d'entraînement. Le terrain est adjacent à un sentier public où les fans et photographes pouvaient venir assister aux entraînements. Lors des dernières années d'exploitation du centre d'entraînement, le club fait installer un tarp de deux mètres de haut tout autour du complexe sportif, voyant ainsi le public et les photographes grimper sur des arbres ou des échelles afin d'observer les entraînements.
Les alentours du City of Manchester Stadium remplis de terrains vagues, dès le rachat du club en 2008, les nouveaux propriétaires sondent les environs afin d'y implanter des infrastructures utiles pour le club. En juillet 2011, le club révèle qu'un camp d'entraînement et de formation super moderne du nom d'Etihad Campus va remplacer les terrains vagues. Les dirigeants signent le contrat de construction le 14 septembre 2012 après que 97 % des résidents locaux approuvent le projet, et les travaux commencent directement le même mois.
En décembre 2014, Manchester City emménage dans le nouveau centre d'entraînement appelé City Football Academy, considéré par beaucoup comme une installation de classe mondiale,.

## Aspects juridiques et économiques

### Aspects juridiques
La société faîtière du Manchester City Football Club, Manchester City Limited, est une société à responsabilité limitée, avec environ 54 millions d'actions en circulation. Le club est à des privés depuis 2007, lorsque les actionnaires majoritaires ont accepté de vendre leurs parts à UK Sports Investments Limited (UKSIL), une compagnie contrôlée par l'ancien premier ministre thaïlandais Thaksin Shinawatra. UKSIL a dès lors fait des offres aux divers actionnaires minoritaires afin d'acquérir leurs parts.
Avant l'arrivée de Thaksin, le club était coté sur le marché indépendant PLUS (anciennement nommé OFEX) depuis 1995. Le 6 juillet 2007, ayant acquis 75 % des parts, Thaskin décote le club et l'enregistre en tant qu'entreprise privée. En août, UKSIL détient 90 % du club et utilise le Companies Act afin d'extraire les actionnaires restants et d'ainsi posséder la totalité des parts du club. Thaksin Shinawatra devient dès lors président du club et nomme deux de ses enfants, Pintonga et Oak Chinnawat, comme directeurs. L'ancien président du club John Wardle reste dans le conseil d'administration pendant une année avant de voir son contrat résilié à la suite de l'arrivée d'un ancien de Nike, Garry Cook, au poste de directeur général.
Les premières périodes des transferts menées par Thaksin ont vu le club dépenser bien plus que d'habitude, versant environ 30 millions de Livre en clauses de transfert alors que le club était réputé pour être l'un des moins dépensiers de Premier League. Le 1er septembre 2008, le groupe basé à Abu Dhabi Abu Dhabi Group Investment and Development Limited rachète Manchester City. L'accord, d'une valeur d'environ 200 millions de Livre, est annoncé le matin du premier septembre, le dernier jour de la période des transferts, et agite ainsi les médias qui laissent présager une offre de City pour le buteur de Manchester United Dimitar Berbatov pour une somme avoisinant les 30 millions de Livre,. Quelques minutes avant la fin des transferts, le club engage Robinho, venu du Real Madrid, pour un record britannique de 32,5 millions de Livre. La fortune des nouveaux propriétaires permet au club d'acquérir plusieurs joueurs internationaux durant l'été 2009, dépensant ainsi plus que tous les autres clubs de Premier League.
En novembre 2018, le journal Mediapart explique que pour contourner le fair-play financier, le club aurait gonflé artificiellement les contrats de ses sponsors, et externalisé certaines dépenses.
Le club détenu par le cheikh émirati Mansour Bin Zayed Al-Nahyan, a été condamné à une amende de 30 millions d'euros pour avoir estimé ses revenus de financement excédentaires sur la période 2012-2016. Le club financé par Abou Dabi (ville) a également été interdit de jouer en Ligue des champions pendant deux ans. En réponse à ces allégations, la direction du club a déclaré qu’elle ferait appel au Tribunal arbitral du sport (TAS).
En 2023, selon la nouvelle révélation, Man City a été accusé d'avoir pris £30m, Déguisé en financement de parrainage d'un Abou Dabi entre 2012 et 2013 au milieu de 115 accusations de Premier League,.

#### Conseil d'administration

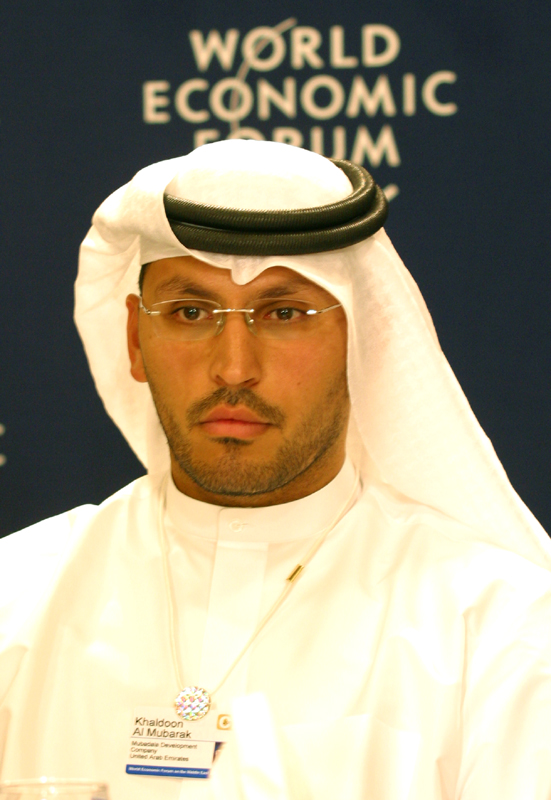
Khaldoon Al Mubarak est le président de Manchester City depuis 2008.

Le propriétaire de Manchester City est l'Abu Dhabi United Group, groupe créé par Mansour bin Zayed Al Nahyan, le premier ministre adjoint des Émirats arabes unis, lors du rachat du club en 2008. Khaldoon Al Mubarak devient président du club dès son rachat, et en 2012, Ferran Soriano, ancien vice-président du FC Barcelone, est engagé par Manchester City en tant que directeur général.
| Nom                 | Fonction             |
| ------------------- | -------------------- |
| Cheikh Khalifa      | Propriétaire         |
| Khaldoon Al Mubarak | Président            |
| Ferran Soriano      | Directeur général    |
| Tom Glick           | Directeur commercial |
| Tom Glick           | Directeur financier  |
| Josep Guardiola     | Entraîneur           |
|                     | Entraîneur adjoint   |
| Brian Kidd          |                      |
| Domenec Torrent     |                      |

### Aspects économiques

#### Elements comptables
Le tableau ci-dessous résume les différents budgets prévisionnels de Manchester City saison après saison.
| Saison | 2012-2013 | 2013-2014 | 2014-2015 | 2015-2016 | 2016-2017 | 2017-2018 | 2018-2019 | 2019-2020 |
| Budget | 169,6 M€  | N.C       | 322 M€    | N.C       | 474 M€    | 500 M€    | N.C       | 569 M€    |

En 2015, le cabinet Deloitte évalue Manchester City comme le sixième club de football en termes de revenus, avec un gain de 414,4 millions d'euros pour la saison 2012-2013, soit une augmentation de 98,2 millions par rapport à la saison précédente.
Les recettes dépendent des revenus des droits de diffusion, peu variables, mais aussi des résultats en compétition. En 2012, la victoire de Manchester City en championnat permet au club de doubler ses revenus ainsi que de se hisser dans les 10 clubs aux plus gros revenus au monde. Les revenus du club ont augmenté de façon exponentielle depuis le rachat du club en 2008, passant de 104 millions d'euros pour la saison 2007-2008 à 285,6 millions pour l'exercice 2011-2012. Le site internet du club possède une boutique sur lequel on peut trouver des produits officiels du club (maillots, écharpes) et aussi de nombreux autres produits dérivés. Cette boutique en ligne vient s'ajouter aux deux magasins officiels présents dans la ville de Manchester ainsi qu'à celui basé à Abu Dhabi, aux Émirats arabes unis,.
| Saison    | Revenus | Évolution | DFML |
| --------- | ------- | --------- | ---- |
| 2004-2005 | 90,1    | -         | 17e  |
| 2005-2006 | 89,4    | 0,7       | 17e  |
| 2006-2007 | 84,6    | 4,8       | NC   |
| 2007-2008 | 104     | 19,4      | 20e  |
| 2008-2009 | 101,2   | 2,8       | 19e  |
| 2009-2010 | 144     | 42,8      | 11e  |
| 2010-2011 | 168     | 24        | 12e  |
| 2011-2012 | 285,6   | 117,6     | 7e   |
| 2012-2013 | 316,2   | 30,6      | 6e   |
| 2013-2014 | 414,4   | 98,2      | 6e   |

#### Sponsors et équipementiers
Durant son histoire, Manchester City maintient un lien très proche avec Umbro; l'entreprise voit le jour dans le Cheshire (et se trouve actuellement[Quand ?] à Cheadle, dans le Grand Manchester), les sponsors principaux venant de divers types d'entreprises, comme le constructeur automobile Saab, l'entreprise d'électroménager Philips, l'éditeur de jeux vidéo Eidos Interactive, la société de financement First Advice ou encore les compagnies aériennes ou les voyagistes comme Thomas Cook.

#### Marketing et communication

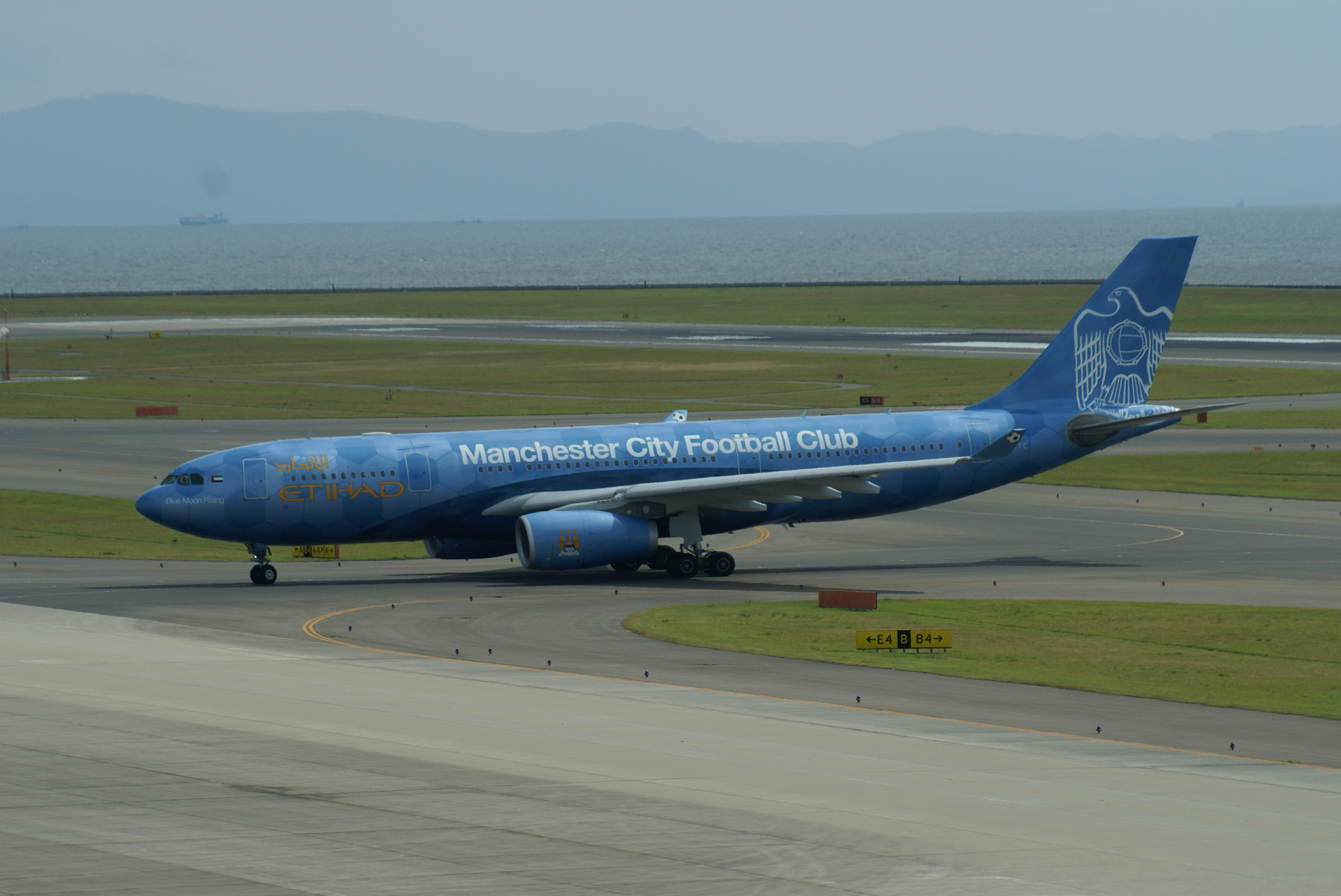
Un avion de la compagnie ETIHAD Airways (UAE) aux couleurs de Manchester City

Etihad Airways, le sponsor principal du club a fait peindre l'un de ses A330 aux couleurs de celui-ci et l'a mis à disposition de l'équipe pour ses tournées internationales, chaque joueur ayant son siège avec son nom et son numéro
Le club est très actif sur internet et participe à de nombreux médias sociaux afin de communiquer avec les fans et la présence de Manchester City sur l'ensemble de ses blogs, forums et réseaux sociaux est décrite comme l'une des plus grandes pour un club de football,,. Un nouveau site internet simplifié est mis en ligne en juillet 2009, supportant les blogs et forums de fans en postant les liens qui sont ensuite listés sur le site officiel de Manchester City.
En novembre 2014, Manchester City met en ligne une nouvelle application pour smartphone nommée CityMatchDay dans laquelle les fans du club peuvent pronostiquer le onze de départ et le score du match à venir mais aussi avoir accès aux statistiques et aux photos du match.
Le 12 novembre 2021, le club annonce avoir noué un partenariat avec une société promouvant les cryptomonnaies, 3Key, comme d'autres clubs européens le font alors, principalement au Royaume-Uni. Une semaine plus tard, le club dénonce ce partenariat, ayant été prévenu par un détective amateur que la société n'existait en réalité pas. Le journaliste Philippe Auclair estime que les clubs de Premier League sont particulièrement vulnérables à ce genre d'arnaques face à de nouveaux gains potentiels : « plus le mensonge est gros, plus il est facile à leur faire avaler. L'appât de nouveaux gains est si séduisant qu'ils se ruent sur l'emballage sans se soucier de ce qu'il y a vraiment dans la boîte - et qu'ils entendent pourtant fourguer à leurs supporters, comme ils leur vendent aujourd'hui le mirage des paris sportifs. De ce côté-là, au moins, rien n'a changé. »

## Soutien et image

### Supporters

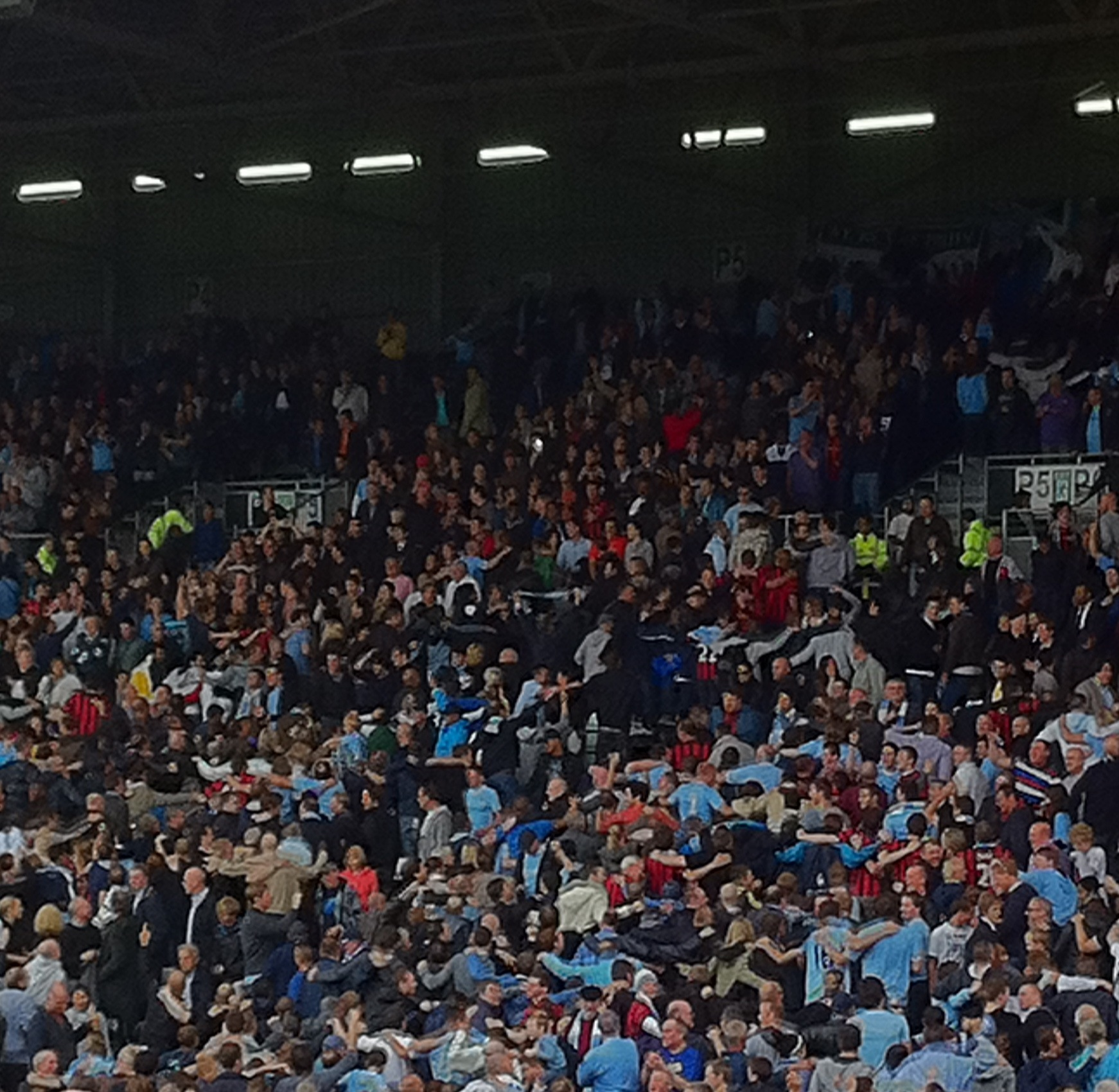
Des supporters de Manchester City effectuant le Poznań.

Manchester City a toujours eu une grande base de fans par rapport à leur succès sur le terrain. Depuis que le club joue au City of Manchester Stadium, la moyenne de fréquentation des matchs à domicile est toujours dans le top six anglais, tournant autour de plus de 40 000 spectateurs par match. Même dans les années 1990, alors que le club se fait reléguer deux fois en trois saisons et joue en troisième ligue anglais, la moyenne se situe dans les 30 000 supporters par match, la moyenne de la ligue étant de 8 000. Des recherches effectuées en 2005 estiment la base de fans de Manchester City à approximativement 886 000 personnes dans le Royaume-Uni, et s'élevant à plus de 2 millions dans le monde entier. actuellement[Quand ?], avec le rachat du club par Sheikh Mansour et le succès récent du club, le nombre aurait énormément augmenté, bien qu'aucun chiffre ne puisse être donné.

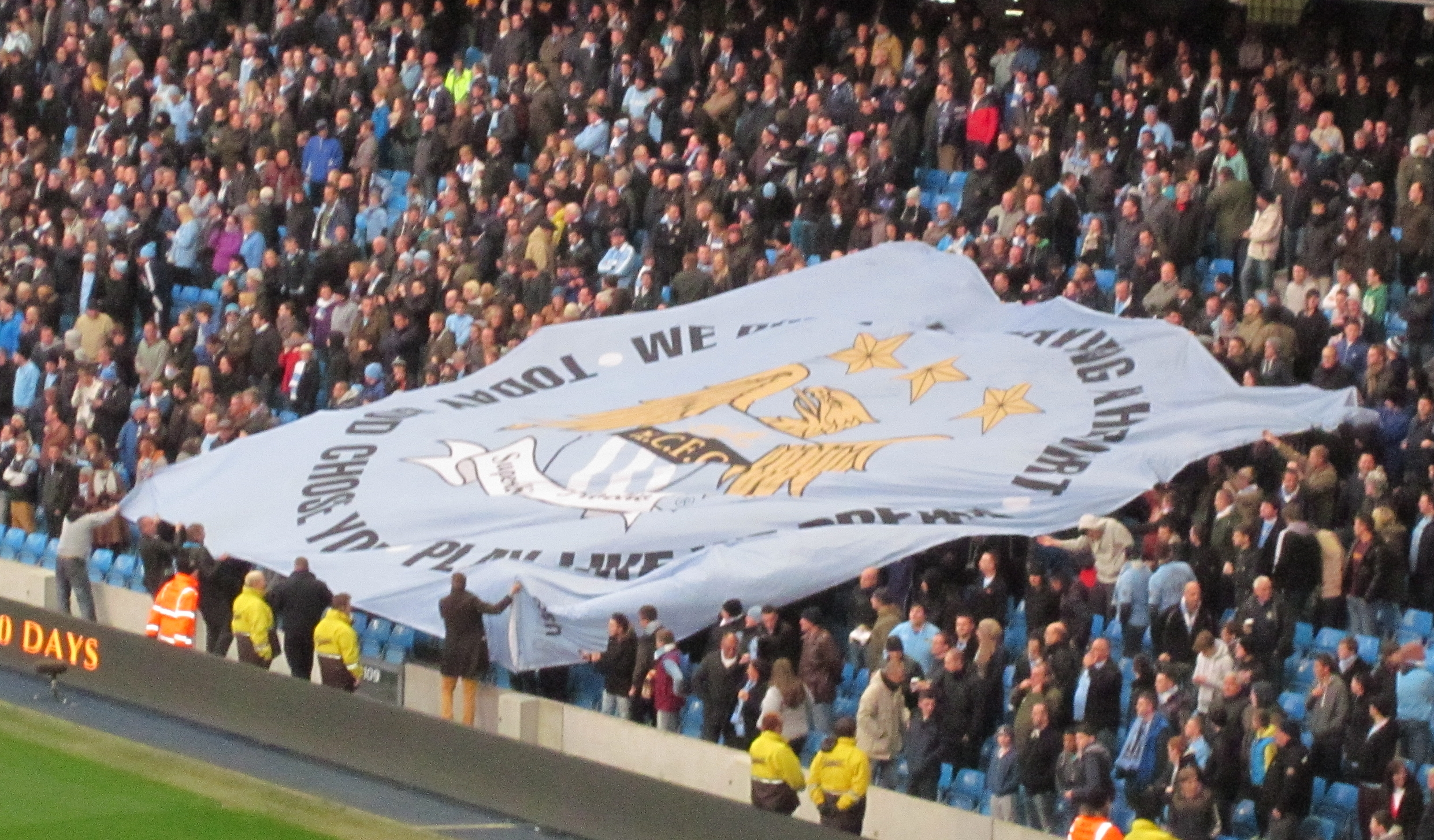
Tiffo des supporters de Manchester City en 2012

Le club de supporter officiel de Manchester City est le Manchester City FC Supporters Club (1949), formé de la fusion de deux organisations existantes en 2010 : le Official Supporters Club (OSC) et le Centenary Supporters Association (CSA). L'hymne officiel des supporters et du club est une converture de Blue Moon, écrite par Richard Rodgers et Lorenz Hart en 1934. Les supporters de City ont tendance à croire que l'imprévisibilité est un trait inhérent de leur équipe, et utilisent le terme typical City pour désigner les résultats inattendus,. Parmi les événements qualifiés se trouve notamment le fait que City est le seul club anglais champion en titre à être relégué, la seule équipe à avoir marqué et concédé plus de 100 buts la même saison (1957-1958), ou plus récemment le fait d'avoir été la seule équipe à avoir battu Chelsea durant la saison 2004-2005, saison durant laquelle City a été éliminé de la FA Cup par Oldham Athletic, une équipe de troisième division anglaise.
Vers la fin des années 1980, les fans de Manchester City ont lancé une tendance en amenant des objets gonflables aux matchs, principalement des bananes géantes. Une explication contestée veut que, lors d'un match face à West Bromwich, des chants de fans appelait à l'entrée en jeu de Imre Varadi, le nom du joueur changeant à Imre Banana au fil des chants. Des rangées de sièges remplies de supporters gonflables était un spectacle fréquent durant la saison 1988-1989 alors que la folie des objets gonflables s'était étendue à d'autre clubs (des poissons gonflables ont été aperçus à Grimsby Town par exemple), et le phénomène a atteint son apogée lors d'un match face à Stoke City le 26 décembre 1988, le match ayant été qualifié de fête costumée par des fanzines. En août 2006, le club est devenu le premier à être officialisé « gay-friendly » vis-à-vis de ses employés lors d'une campagne lancée par le groupe Stonewall. En 2010, les supporters de City ont adopté une danse baptisée le Poznań en l'honneur des fans du club polonais Lech Poznań,.
De nombreuses personnalités musicales originaires de Manchester ont supporté ou supportent l'équipe de City. Parmi elles, les frères Gallagher, du groupe Oasis, originaires de Burnage, proche de l'ancien stade Maine Road, ont toujours clamé haut et fort leur soutien à l'équipe de Manchester City. Parmi les musiciens fans de City, on peut également citer Ian Curtis, le groupe Happy Mondays ou encore Johnny Marr.

### Rivalités

#### Manchester United

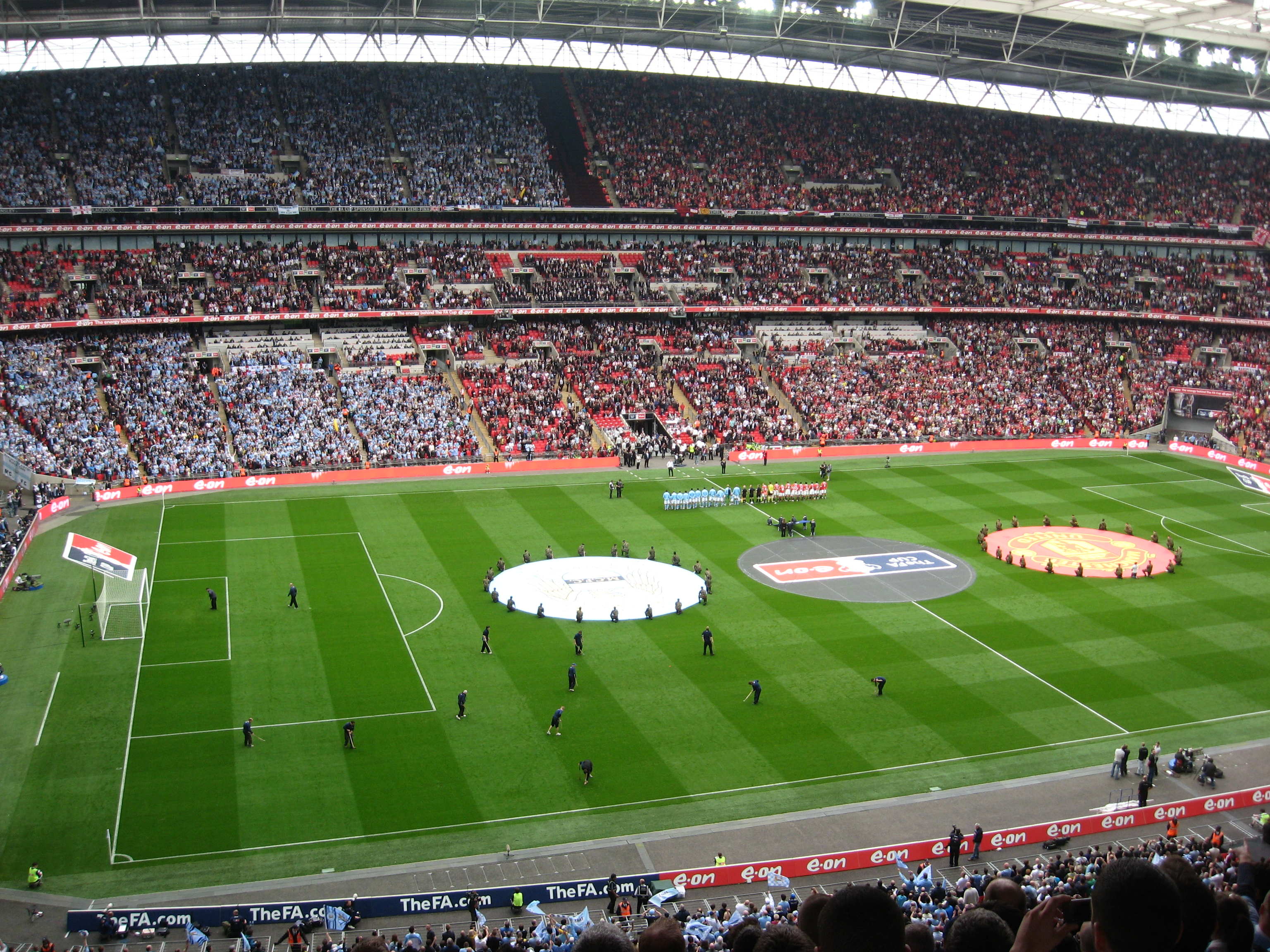
Wembley avant le coup d'envoi du match gagné 1 à 0 par Manchester City face à Manchester United en demi-finale de la FA Cup 2011.

La plus grande rivalité de Manchester City se joue contre Manchester United lors du Derby de Manchester. Avant la Seconde Guerre mondiale, quand les voyages pour aller voir les matchs à l'extérieur se faisaient rares, beaucoup de fans de football basés à Manchester allaient régulièrement voir des matchs des deux équipes, même en se considérant « supporters » d'un seul des deux clubs. Cette pratique a continué au début des années 1960, mais, alors que le prix des places grimpait et que les voyages étaient plus faciles, aller voir jouer les deux équipes était devenu inhabituel et la rivalité entre les deux clubs s'est alors mise à grandir. Un stéréotype connu veut que les supporters de City viennent de la ville de Manchester même alors que les supporters de United viendraient d'ailleurs. En 2002, une étude effectuée par des chercheurs de l'Université métropolitaine de Manchester a démontré qu'une plus grande proportion des détenteurs d'abonnement de Manchester City étaient basés à divers codes postaux de Manchester (40 % pour City, 29 % pour United), le pourcentage bas des Red Devils étant surtout dû au fait que les abonnés étaient plus nombreux chez United (27 667 comparé aux 16 481 de City). Depuis le début de la collecte de données en 2001, le nombre d'abonnés pour les deux clubs a considérablement augmenté, principalement grâce à l'expansion d'Old Trafford et au déménagement de City pour le City of Manchester Stadium.

#### Autres rivalités
De manière générale, derrière Manchester United, c'est Liverpool qui est cité comme l'autre très grand rival des Sky Blues. La proximité géographique entre ces 2 villes et les batailles pour le titre de Champion d'Angleterre lors de la période Klopp-Guardiola, ont contribué à rendre excitant tout affrontement entre ces 2 clubs,.
Une recherche sur les rivalités dans le football menée en 2003 démontre qu'une partie des supporters de Manchester City voient le Liverpool FC et les Bolton Wanderers comme des rivaux. La recherche démontre aussi que les fans d'Oldham Athletic, Stockport County, Bolton Wanderers et Manchester United mettent Manchester City dans leur top 3 des principaux rivaux de leur club respectif. Durant son histoire, le club a aussi maintenu une rivalité saine avec Tottenham Hotspur, un club d'un niveau similaire à Manchester City, surtout lors des récentes saisons, où les deux clubs ont dû se battre afin de décrocher une place en Ligue des champions. Cette rivalité a engendré plusieurs matchs mémorables dans le passé, tel que la remontée de Manchester City 3 à 4 en FA Cup, la finale de la FA Cup 1981 et le match surnommé le « ballet sur glace », que les fans de Manchester City considèrent comme l'une des meilleures performances de leur club,. Plus récemment, les deux clubs se sont affrontés en quarts de finale de la Ligue des champions 2018-2019, double-confrontation marquée par un match retour historique dont City sort vainqueur (4-3), mais à la suite de sa défaite sur la pelouse des Spurs (1-0), le club mancunien est éliminé à cause de la règle des buts à l'extérieur.

### Culture populaire
Manchester City et ses fans ont été dépeints dans un bon nombre de musiques, pièces d'art et programmes télévision. Laurence Stephen Lowry était un supporter de Manchester City qui trouvait son inspiration grâce aux fans du club. Le groupe de musique Oasis a utilisé une vidéo d'animation inspirée de Going to the match de Lowry pour le clip de leur musique The Masterplan[source secondaire nécessaire].
Le film Jimmy Grimble est une fiction qui s'intéresse à un jeune supporter de Manchester City rêvant de jouer pour son club. À la télévision, plusieurs supporteurs de Manchester City fictifs ont été interprétés avec divers maniérismes et personnalités. Gene Hunt de la série Life on Mars est un policier de pacotille, alors que les personnages comiques de Young Kenny dans Phoenix Nights et Dave dans The Royle Familiy portent tous les deux occasionnellement des maillots de Manchester City[source secondaire nécessaire].
Un film-documentaire suivant la saison 2009-2010 de Manchester City appelé « Blue Moon Rising »[source secondaire nécessaire] est sorti en 2010 en Angleterre. Le film suit principalement un groupe de supporters dans leur Renault Espace à travers l'ensemble de la saison en détaillant les hauts et les bas du club alors que le documentaire comprend aussi des interviews de fans, joueurs et membres du staff. Durant cette saison, le club rate de près la quatrième place en perdant 1 à 0 face à Tottenham et se fait éliminer de la League Cup par Manchester United en demi-finale. Par coïncidence, la saison suivante voit Manchester City se qualifier pour la Ligue des champions en battant Tottenham 1 à 0, et le club bat ensuite Manchester United en demi-finale de la FA Cup avant de gagner son premier titre majeur depuis 35 ans en battant Stoke City en finale[source secondaire nécessaire].

## Autres équipes

### Équipe féminine
Le Manchester City Women's Football Club est le club de football féminin de Manchester City. Fondé en 1988, le club s'affilie à Manchester City en août 2012, et porte ainsi les mêmes maillots que l'équipe première. En 2013, le club rejoint la WSL et remplace les Doncaster Rovers Belles. Pour la saison 2014, le club signe plusieurs internationales anglaises, dont Jill Scott, Karen Bardsley et Steph Houghton, et déménage à l'Academy Stadium. En 2015, une seconde place en championnat permet au club de se qualifier pour la première fois de leur histoire en Ligue des champions féminine. La saison suivante, Manchester City Women's remporte son premier championnat sans avoir perdu un seul match. Lors des saisons 2017 et 2018, le club termine son parcours européen en demi-finale face à l'Olympique lyonnais.

### Équipes réserve et académie
La réserve de Manchester City, surnommée Elite Development Squad ou simplement EDS, évolue en Premier League 2. Elle dispute ses matchs à domicile à l'Academy Stadium, un stade construit par le club en 2014 qui abrite également les matchs de l'équipe féminine. Entre 2013 et 2015, elle est entraînée par l'ancien milieu de terrain d'Arsenal et de l'équipe de France Patrick Vieira.